# Torneo Federal A 2024
Il Torneo Federal A 2024 è stato la 12ª edizione del campionato di terza divisione argentino riservato alle squadre indirettamente affiliate alla AFA.
Al torneo hanno preso parte 38 squadre (due in più dell'edizione precedente), tra cui le 5 squadre che hanno ottenuto la promozione provenienti dal Torneo Regional Federal Amateur 2023-2024: il Gutiérrez della cittadina mendosina di General Gutiérrez, che è ritornato nel Federal A dopo la sua ultima partecipazione nella stagione 1997-1998; il Kimberley di Mar del Plata, tornato in questa divisione dopo esserne retrocesso nella stagione 1992-1993; il Deportivo Camioneros, che è ritornato nella categoria dopo la sua ultima partecipazione nella stagione 2022; il Deportivo Rincón, di Rincón de los Sauces, e il Sarmiento de La Banda, entrambe al loro debutto nella categoria.
Durante la disputa del campionato, la dirigenza del Sansinena (appartenente alla Zona 1) ha comunicato al Consejo Federál la sua impossibilità di continuare la disputa del campionato per le sue gravi condizioni finanziarie. A seguito di tale comunicazione, con decisione del 12 giugno 2024 il Tribunal de Disciplina Deportiva del Interior del Consejo Federál ha dichiarato l'immediata esclusione della squadra, oltre a dichiarare la sconfitta a tavolino delle restanti partite del Sansinena per 1-0. Oltre a tali provvedimenti, il TDDI ha dichiarato l'immediata retrocessione del Sansinena e la sua esclusione a partecipare a tornei organizzati dal Consejo Federál per tre stagioni.

## Formato
Il torneo è stato strutturato in una Primera fase, che ha visto la partecipazione di tutte le squadre, e quindi una successiva Secunda fase (e successive), a cui hanno avuto accesso soltanto le squadre che si sono qualificate, mentre le escluse sono state ripescate nella cosiddetta Reválida, quest'ultima con la finalità di determinare la squadra con il diritto di disputare a fine stagione uno spareggio promozione.

### Primera fase
Nella Primera fase le 38 squadre partecipanti sono state divise in 4 gruppi (determinati secondo un criterio geografico), due da 10 squadre e due da 9 squadre ognuno. Ogni squadra ha affrontato le avversarie del proprio girone in un torneo con partite di andata e ritorno. Nel caso delle zone da 10 squadre, le squadre che si sono classificate tra la 1ª e la 5ª posizione sono passate alla Segunda fase; nel caso delle zone da 9 squadre, si sono qualificate alla Segunda fase le squadre che si sono classificate tra la 1ª e la 4ª posizione. Le squadre non qualificate sono passate alla Primera etapa della Reválida.

### Segunda fase
Le 18 squadre qualificate nella Segunda fase sono state raggruppate in due gruppi da 9 squadre ognuno. Le squadre di ogni gruppo hanno affrontato le proprie rispettive avversarie in un girone di sola andata. La 1ª e la 2ª di ogni girone si sono qualificate per le semifinali, mentre le restanti 14 squadre sono passate a disputare la Segunda etapa della Reválida.

### Semifinali
Le 4 squadre qualificate dalla Segunda fase si sono affrontate in due semifinali disputate con gare di andata e ritorno. Le 2 squadre vincitrici hanno avuto accesso alla finale, mentre le due sconfitte sono passate a disputare la Tercera etapa della Reválida.

### Finale
Le 2 squadre vincitrici delle rispettive sfide di semifinale hanno ottenuto l'accesso alla finale in gara unica e in campo neutro. La squadra vincitrice ha ottenuto il diritto alla promozione in Primera B Nacional, mentre la squadra sconfitta è passata a disputare gli ottavi di finale della Reválida.

### Reválida
- Primera etapa – Le 20 squadre che non si sono qualificate alla Segunda fase sono state raggruppate in due gironi da 10 squadre ognuno, che hanno disputato un torneo di sola andata. Le squadre classificatesi tra la 1ª e la 6ª posizione di ogni girone hanno ottenuto l'accesso alla Segunda etapa.
- Segunda etapa – Le 12 squadre qualificate dalla Primera etapa, insieme alle 14 squadre provenienti dalla Segunda fase, sono state accoppiate in un tabellone per determinare le sfide ad eliminazione diretta in gara unica. Le 13 squadre vincitrici di ogni rispettivo incontro si sono qualificate per gli ottavi di finale della Reválida.
- Ottavi di finale – Le 13 squadre qualificate dalla Segunda etapa, insieme alle 2 squadre provenienti Dalle semifinali del percorso principale e la squadra sconfitta nella finale, sono state accoppiate per determinare le sfide ad eliminazione diretta con gare di andata e ritorno. Le squadre vincitrici di ogni rispettivo incontro hanno ottenuto l'accesso ai quarti di finale della Reválida.
- Quarti di finale – Le 8 squadre qualificate dagli ottavi di finale sono state accoppiate per determinare le sfide ad eliminazione diretta con gare di andata e ritorno. Le squadre vincitrici di ogni rispettivo incontro hanno ottenuto l'accesso alle semifinali della Reválida.
- Semifinali – Le 4 squadre qualificate dai quarti di finale sono state accoppiate per determinare le sfide ad eliminazione diretta con gare di andata e ritorno. Le 2 squadre vincitrici si sono qualificate per la finale della Reválida.
- Finale – Le 2 squadre qualificate dalle semifinali si sono affrontate in una sfida con gare di andata e ritorno. La squadra vincitrice della finale Reválida ha ottenuto il diritto di disputare uno spareggio promozione con la squadra vincitrice del Torneo reducido del campionato di Primera B.

### Retrocessioni
A perdere la categoria sono state 4 squadre. Alla conclusione della Primera etapa della Reválida, verrà stilata una classifica per ogni zona, tenendo conto dei punti ottenuti da ogni squadra nella Primera fase e dei punti ottenuti nella Primera etapa della Reválida. Data la già avvenuta retrocessione del Sansinena, a retrocedere nel Torneo Regional Federal Amateur è stata l'ultima squadra della Zona A in questa classifica (dato che sarebbe stata in tale zona che sarebbe stato aggregato il Sansinena) e le ultime 2 squadre della Zona B.

### Qualifica allaCopa Argentina 2025
Ad ottenere la qualificazione per la Copa Argentina 2025 sono state 10 squadre, ovvero le prime cinque squadre classificate di ogni zona della Segunda fase.

## Squadre partecipanti

### Zona 1
| Club              | Città                       | Stadio                               | Lega regionale di provenienza |
| ----------------- | --------------------------- | ------------------------------------ | ----------------------------- |
| Cipolletti        | Cipolletti                  | La Visera de Cemento                 | Liga Deportiva Confluencia    |
| Círculo Deportivo | Comandante Nicanor Otamendi | Guillermo Trama                      | Liga Marplatense              |
| Deportivo Rincón  | Rincón de los Sauces        | Elías Moisés Gómez                   | Liga del Neuquén              |
| Germinal          | Rawson                      | El Fortín                            | Liga del Valle del Chubut     |
| Kimberley         | Mar del Plata               | José Alberto Valle                   | Liga Marplatense              |
| Olimpo            | Bahía Blanca                | Roberto Natalio Carminatti           | Liga del Sur                  |
| Sansinena         | General Daniel Cerri        | Luis Molina                          | Liga Tandilense               |
| Santamarina       | Tandil                      | Stadio Municipale General San Martín | Liga del Sur                  |
| Sol de Mayo       | Viedma                      | Sol de Mayo                          | Liga Rionegrina               |
| Villa Mitre       | Bahía Blanca                | El Fortín                            | Liga del Sur                  |

### Zona 2
| Club                         | Città                 | Stadio                               | Lega regionale di provenienza |
| ---------------------------- | --------------------- | ------------------------------------ | ----------------------------- |
| Argentino                    | Monte Maíz            | Modesto Marrone                      | Liga Beccar Varela            |
| Atenas                       | Río Cuarto            | 9 de julio                           | Liga Regional de Río Cuarto   |
| Ciudad de Bolívar            | San Carlos de Bolívar | Municipal Eva Perón                  | Liga Pehuajense               |
| Deportivo Camioneros         | Río Cuarto            | 9 de Julio                           | Liga Lujanense                |
| Ferro Carril Oeste           | General Pico          | El Coloso del Barrio Talleres        | Liga Pampeana                 |
| Gutiérrez                    | General Gutiérrez     | Stadio General Gutiérrez             | Liga Mendocina                |
| Huracán Las Heras            | Las Heras             | General San Martín                   | Liga Mendocina                |
| Juventud Unida Universitario | San Luis              | Mario Sebastián Diez                 | Liga Sanluiseña               |
| San Martín                   | San Martín            | Stadio Libertador General San Martín | Liga Mendocina                |
| Sportivo Estudiantes         | San Luis              | El Coliseo                           | Liga Sanluiseña               |

### Zona 3
| Club                          | Città                  | Stadio                | Lega regionale di provenienza  |
| ----------------------------- | ---------------------- | --------------------- | ------------------------------ |
| 9 de Julio                    | Rafaela                | Germán Solterman      | Liga Rafaelina                 |
| Defensores de Belgrano        | Villa Ramallo          | Salomón Boeseldín     | Liga Nicoleña                  |
| Defensores de Pronunciamiento | Pronunciamiento        | Delio Cardozo         | Liga Departamental de Colón    |
| Douglas Haig                  | Pergamino              | Miguel Morales        | Liga de Pergamino              |
| El Linqueño                   | Lincoln                | Leonardo Costa        | Liga de Lincoln                |
| Gimnasia y Esgrima            | Concepción del Uruguay | Manuel y Ramón Núñez  | Liga de Concepción del Uruguay |
| Independiente                 | Chivilcoy              | Raúl Orlando Lungarzo | Liga Chivilcoyana              |
| Sportivo Belgrano             | San Francisco          | Oscar Carlos Boero    | Liga de San Francisco          |
| Sportivo Las Parejas          | Las Parejas            | 4 de Septiembre       | Liga Cañadense                 |

### Zona 4
| Club               | Città       | Stadio                      | Lega regionale di provenienza |
| ------------------ | ----------- | --------------------------- | ----------------------------- |
| Boca Unidos        | Corrientes  | Leoncio Benítez             | Liga Correntina               |
| Central Norte      | Salta       | Padre Ernesto Martearena    | Liga Salteña                  |
| Crucero del Norte  | Posadas     | Comandante Andrés Guacurarí | Liga Posadeña                 |
| Juventud Antoniana | Salta       | Padre Ernesto Martearena    | Liga Salteña                  |
| Sarmiento          | La Banda    | Ciudad de La Banda          | Liga Santiagueña              |
| Sarmiento          | Resistencia | Centenario                  | Liga Chaqueña                 |
| San Martín         | Formosa     | 17 de Octubre               | Liga Formoseña                |
| Sol de América     | Formosa     | Sol de América              | Liga Formoseña                |
| Unión              | Sunchales   | De la Avenida               | Liga Rafaelina                |

## Primera fase
Le 38 squadre partecipanti sono state divise in 4 gruppi (determinati secondo un criterio geografico), due da 10 squadre e due da 9 squadre ognuno. Ogni squadra ha affrontato le avversarie del proprio girone in un torneo con partite di andata e ritorno. Nel caso delle zone da 10 squadre, le squadre che si sono classificate tra la 1ª e la 5ª posizione sono passate alla Segunda fase; nel caso delle zone da 9 squadre, si sono qualificate alla Segunda fase le squadre che si sono classificate tra la 1ª e la 4ª posizione. Le squadre non qualificate sono passate alla Primera etapa della Reválida.

### Zona 1

#### Classifica
Il 6 giugno 2024 il Sansinena ha comunicato di non poter proseguire la sua partecipazione al Torneo Federal A per gravi problemi finanziari. Le restanti partite da disputare sono state assegnate a tavolino all'altra squadra con il punteggio di 1-0.
| Pos. | Squadra          | Pt | G  | V  | N  | P  | GF | GS | DR  |
| ---- | ---------------- | -- | -- | -- | -- | -- | -- | -- | --- |
| 1.   | Olimpo           | 36 | 18 | 10 | 6  | 2  | 23 | 10 | +13 |
| 2.   | Villa Mitre      | 34 | 18 | 10 | 4  | 4  | 24 | 12 | +12 |
| 3.   | Germinal (R)     | 33 | 18 | 8  | 9  | 1  | 24 | 12 | +12 |
| 4.   | Santamarina      | 25 | 18 | 6  | 7  | 5  | 20 | 15 | +5  |
| 5.   | Kimberley (MdP)  | 25 | 18 | 5  | 10 | 3  | 15 | 11 | +4  |
| 6.   | Círculo Dep. (O) | 21 | 18 | 6  | 3  | 9  | 18 | 28 | -10 |
| 7.   | Sol de Mayo (V)  | 21 | 18 | 6  | 3  | 9  | 17 | 30 | -13 |
| 8.   | Dep. Rincón      | 20 | 18 | 5  | 5  | 8  | 14 | 18 | -4  |
| 9.   | Cipolletti       | 17 | 18 | 3  | 8  | 7  | 10 | 16 | -6  |
| 10.  | Sansinena (R)    | 8  | 18 | 1  | 5  | 12 | 8  | 21 | -13 |

Legenda
      Squadre qualificate alla Segunda fase.
      Squadre qualificate alla Primera etapa della Reválida.
(R) Squadra ritirata dal campionato a partire dal 6.6.2024.
Note
Fonte: Solo Ascenso
3 punti per la vittoria, 1 punto per il pareggio.
A parità di punti, valgono i seguenti criteri: 1) Spareggio (solo per determinare la vincente del campionato; 2) differenza reti; 3) gol fatti; 4) punti negli scontri diretti; 5) differenza reti negli scontri diretti; 6) gol fatti negli scontri diretti.

#### Risultati
Il Sansinena ha comunicato il 6 giugno 2023 di non poter proseguire la sua partecipazione al Torneo Federal A per gravi problemi finanziari. Le restanti partite da disputare sono state assegnate a tavolino all'altra squadra.

##### Girone di andata
| Kimberley (MdP)  | 2 - 0 | Cipolletti       | 22.3.2024 | Dep. Rincón      | 0 - 0 | Kimberley (MdP) | 30.3.2024 | Kimberley (MdP) | 0 - 1 | Circulo Dep. (O) | 7.4.2024 |
| Germinal (R)     | 3 - 0 | Circulo Dep. (O) | 23.3.2024 | Villa Mitre (BB) | 3 - 2 | Sansinena (GC)  | 30.3.2024 | Sol de Mayo (V) | 2 - 0 | Santamarina      | 7.4.2024 |
| Sol de Mayo (V)  | 1 - 0 | Dep. Rincón      | 23.3.2024 | Santamarina      | 1 - 1 | Germinal (R)    | 30.3.2024 | Germinal (R)    | 1 - 0 | Villa Mitre (BB) | 7.4.2024 |
| Villa Mitre (BB) | 2 - 0 | Santamarina      | 23.3.2024 | Circulo Dep. (O) | 2 - 0 | Sol de Mayo (V) | 31.3.2024 | Sansinena (GC)  | 2 - 0 | Cipolletti       | 7.4.2024 |
| Sansinena (GC)   | 0 - 1 | Olimpo           | 10.4.2024 | Cipolletti       | 0 - 0 | Olimpo          | 31.3.2024 | Olimpo          | 1 - 0 | Dep. Rincón      | 7.4.2024 |

| Santamarina      | 1 - 1 | Kimberley (MdP) | 13.4.2024 | Cipolletti      | 2 - 1 | Circulo Dep. (O) | 21.4.2024 | Sol de Mayo (V)  | 2 - 1 | Sansinena (GC)  | 28.4.2024 |
| Germinal (R)     | 3 - 1 | Sansinena (GC)  | 14.4.2024 | Kimberley (MdP) | 1 - 0 | Villa Mitre (BB) | 21.4.2024 | Germinal (R)     | 2 - 1 | Kimberley (MdP) | 28.4.2024 |
| Villa Mitre (BB) | 3 - 1 | Sol de Mayo (V) | 14.4.2024 | Sol de Mayo (V) | 2 - 2 | Germinal (R)     | 21.4.2024 | Circulo Dep. (O) | 3 - 2 | Dep. Rincón     | 28.4.2024 |
| Circulo Dep. (O) | 3 - 1 | Olimpo          | 14.4.2024 | Olimpo          | 1 - 0 | Santamarina      | 21.4.2024 | Villa Mitre (BB) | 1 - 3 | Olimpo          | 28.4.2024 |
| Dep. Rincón      | 1 - 0 | Cipolletti      | 14.4.2024 | Sansinena (GC)  | 0 - 0 | Dep. Rincón      | 21.4.2024 | Santamarina      | 0 - 0 | Cipolletti      | 28.4.2024 |

| Dep. Rincón     | 1 - 0 | Santamarina      | 4.5.2024 | Kimberley (MdP)  | 1 - 1 | Sansinena (GC)   | 11.5.2024 | Olimpo           | 1 - 1 | Kimberley (MdP)  | 15.5.2024 |
| Kimberley (MdP) | 1 - 1 | Sol de Mayo (V)  | 5.5.2024 | Sol de Mayo (V)  | 0 - 3 | Olimpo           | 11.5.2024 | Sansinena (GC)   | 0 - 0 | Santamarina      | 15.5.2024 |
| Sansinena (GC)  | 1 - 1 | Circulo Dep. (O) | 5.5.2024 | Germinal (R)     | 1 - 1 | Cipolletti       | 11.5.2024 | Circulo Dep. (O) | 1 - 1 | Villa Mitre (BB) | 15.5.2024 |
| Olimpo          | 0 - 1 | Germinal (R)     | 5.5.2024 | Santamarina      | 4 - 1 | Circulo Dep. (O) | 11.5.2024 | Dep. Rincón      | 2 - 2 | Germinal (R)     | 15.5.2024 |
| Cipolletti      | 0 - 1 | Villa Mitre (BB) | 5.5.2024 | Villa Mitre (BB) | 2 - 0 | Dep. Rincón      | 11.5.2024 | Cipolletti       | 2 - 0 | Sol de Mayo (V)  | 15.5.2024 |

##### Girone di ritorno
| Dep. Rincón      | 2 - 0 | Sol de Mayo (V)  | 18.5.2024 | Kimberley (MdP) | 2 - 0 | Dep. Rincón      | 26.5.2024 | Dep. Rincón      | 1 - 2 | Olimpo          | 2.6.2024 |
| Circulo Dep. (O) | 0 - 0 | Germinal (R)     | 19.5.2024 | Germinal (R)    | 2 - 0 | Santamarina      | 26.5.2024 | Circulo Dep. (O) | 0 - 1 | Kimberley (MdP) | 2.6.2024 |
| Santamarina      | 0 - 0 | Villa Mitre (BB) | 19.5.2024 | Sol de Mayo (V) | 3 - 0 | Circulo Dep. (O) | 26.5.2024 | Santamarina      | 5 - 0 | Sol de Mayo (V) | 2.6.2024 |
| Olimpo           | 2 - 0 | Sansinena (GC)   | 19.5.2024 | Olimpo          | 1 - 1 | Cipolletti       | 26.5.2024 | Villa Mitre (BB) | 2 - 0 | Germinal (R)    | 2.6.2024 |
| Cipolletti       | 0 - 0 | Kimberley (MdP)  | 19.5.2024 | Sansinena (GC)  | 0 - 2 | Villa Mitre (BB) | 27.5.2024 | Cipolletti       | 0 - 0 | Sansinena (GC)  | 2.6.2024 |

| Kimberley (MdP) | 1 - 1 | Santamarina      | 9.6.2024 | Villa Mitre (BB) | 0 - 0 | Kimberley (MdP) | 15.6.2024 | Kimberley (MdP) | 0 - 0 | Germinal (R)     | 23.6.2024 |
| Sol de Mayo (V) | 0 - 2 | Villa Mitre (BB) | 9.6.2024 | Circulo Dep. (O) | 2 - 1 | Cipolletti      | 16.6.2024 | Dep. Rincón     | 1 - 0 | Circulo Dep. (O) | 23.6.2024 |
| Olimpo          | 3 - 1 | Circulo Dep. (O) | 9.6.2024 | Germinal (R)     | 3 - 0 | Sol de Mayo (V) | 16.6.2024 | Olimpo          | 2 - 0 | Villa Mitre (BB) | 23.6.2024 |
| Cipolletti      | 1 - 0 | Dep. Rincón      | 9.6.2024 | Santamarina      | 0 - 0 | Olimpo          | 16.6.2024 | Cipolletti      | 0 - 1 | Santamarina      | 23.6.2024 |
| Sansinena (GC)  | 0 - 1 | Germinal (R)     | Tav.     | Dep. Rincón      | 1 - 0 | Sansinena (GC)  | Tav.      | Sansinena (GC)  | 0 - 1 | Sol de Mayo (V)  | Tav.      |

| Santamarina      | 3 - 2 | Dep. Rincón     | 30.6.2024 | Olimpo           | 1 - 0 | Sol de Mayo (V)  | 7.7.2024 | Sol de Mayo (V)  | 1 - 1 | Cipolletti       | 14.7.2024 |
| Villa Mitre (BB) | 2 - 0 | Cipolletti      | 30.6.2024 | Dep. Rincón      | 1 - 1 | Villa Mitre (BB) | 7.7.2024 | Villa Mitre (BB) | 2 - 0 | Circulo Dep. (O) | 14.7.2024 |
| Germinal (R)     | 1 - 1 | Olimpo          | 30.6.2024 | Circulo Dep. (O) | 1 - 3 | Santamarina      | 7.7.2024 | Germinal (R)     | 0 - 0 | Dep. Rincón      | 14.7.2024 |
| Sol de Mayo (V)  | 3 - 2 | Kimberley (MdP) | 30.6.2024 | Cipolletti       | 1 - 1 | Germinal (R)     | 7.7.2024 | Kimberley (MdP)  | 0 - 0 | Olimpo           | 14.7.2024 |
| Circulo Dep. (O) | 1 - 0 | Sansinena (GC)  | Tav.      | Sansinena (GC)   | 0 - 1 | Kimberley (MdP)  | Tav.     | Santamarina      | 1 - 0 | Sansinena (GC)   | Tav.      |

### Zona B

#### Classifica
| Pos. | Squadra           | Pt | G  | V  | N | P  | GF | GS | DR  |
| ---- | ----------------- | -- | -- | -- | - | -- | -- | -- | --- |
| 1.   | Gutiérrez (M)     | 35 | 18 | 10 | 5 | 3  | 19 | 12 | +7  |
| 2.   | Ciudad de Bolívar | 32 | 18 | 10 | 2 | 6  | 22 | 12 | +10 |
| 3.   | Argentino (MM)    | 30 | 18 | 8  | 6 | 4  | 15 | 10 | +5  |
| 4.   | Camioneros        | 27 | 18 | 7  | 6 | 5  | 21 | 14 | +7  |
| 5.   | Atenas (RC)       | 27 | 18 | 8  | 3 | 7  | 22 | 19 | +3  |
| 6.   | Juv. Unida (SL)   | 23 | 18 | 6  | 5 | 7  | 13 | 17 | -4  |
| 7.   | San Martín (M)    | 22 | 18 | 6  | 4 | 8  | 10 | 12 | -2  |
| 8.   | Huracán (LH)      | 22 | 18 | 5  | 7 | 6  | 14 | 17 | -3  |
| 9.   | Estudiantes (SL)  | 14 | 18 | 3  | 5 | 10 | 17 | 27 | -10 |
| 10.  | Ferro (GP)        | 13 | 18 | 2  | 7 | 9  | 7  | 20 | -13 |

Legenda
      Squadre qualificate alla Segunda fase.
      Squadre qualificate alla Primera etapa della Reválida.
Note
Fonte: Solo Ascenso
3 punti per la vittoria, 1 punto per il pareggio.
A parità di punti, valgono i seguenti criteri: 1) Spareggio (solo per determinare la vincente del campionato; 2) differenza reti; 3) gol fatti; 4) punti negli scontri diretti; 5) differenza reti negli scontri diretti; 6) gol fatti negli scontri diretti.

#### Risultati

##### Girone di andata
| Camioneros      | 0 - 1 | San Martín (M)   | 23.3.2024 | San Martín (M)   | 0 - 0 | Juv. Unida (SL) | 28.3.2024 | Atenas (RC)     | 1 - 1 | Gutiérrez (M)    | 5.4.2024 |
| Ciudad Bolívar  | 2 - 1 | Gutiérrez (M)    | 23.3.2024 | Estudiantes (SL) | 2 - 1 | Atenas (RC)     | 29.3.2024 | Ciudad Bolívar  | 1 - 0 | San Martín (M)   | 6.4.2024 |
| Ferro (GP)      | 0 - 0 | Atenas (RC)      | 23.3.2024 | Argentino (MM)   | 1 - 1 | Ciudad Bolívar  | 30.3.2024 | Ferro (GP)      | 1 - 2 | Estudiantes (SL) | 6.4.2024 |
| Huracán (LH)    | 2 - 1 | Estudiantes (SL) | 23.3.2024 | Camioneros       | 0 - 1 | Ferro (GP)      | 31.3.2024 | Juv. Unida (SL) | 1 - 0 | Camioneros       | 6.4.2024 |
| Juv. Unida (SL) | 0 - 0 | Argentino (MM)   | 23.3.2024 | Gutiérrez (M)    | 0 - 1 | Huracán (LH)    | 1.4.2024  | Huracán (LH)    | 0 - 0 | Argentino (MM)   | 7.4.2024 |

| Juv. Unida (SL) | 2 - 0 | Ferro (GP)       | 13.4.2024 | Ferro (GP)       | 1 - 2 | Gutiérrez (M)   | 20.4.2024 | Ciudad Bolívar  | 3 - 0 | Ferro (GP)       | 27.4.2024 |
| Camioneros      | 0 - 2 | Ciudad Bolívar   | 14.4.2024 | Huracán (LH)     | 0 - 3 | Camioneros      | 21.4.2024 | Camioneros      | 2 - 0 | Atenas (RC)      | 27.4.2024 |
| Gutiérrez (M)   | 1 - 0 | Estudiantes (SL) | 14.4.2024 | Estudiantes (SL) | 1 - 2 | Argentino (MM)  | 21.4.2024 | Juv. Unida (SL) | 1 - 1 | Huracán (LH)     | 28.4.2024 |
| Argentino (MM)  | 2 - 3 | Atenas (RC)      | 14.4.2024 | Atenas (RC)      | 0 - 1 | San Martín (M)  | 21.4.2024 | San Martín (M)  | 2 - 0 | Estudiantes (SL) | 28.4.2024 |
| San Martín (M)  | 1 - 1 | Huracán (LH)     | 15.4.2024 | Ciudad Bolívar   | 1 - 0 | Juv. Unida (SL) | 22.4.2024 | Argentino (MM)  | 1 - 0 | Gutiérrez (M)    | 28.4.2024 |

| Ferro (GP)       | 0 - 0 | Argentino (MM)  | 4.5.2024  | Camioneros      | 0 - 0 | Gutiérrez (M)    | 10.5.2024 | Argentino (MM)   | 1 - 1 | Camioneros      | 15.5.2024 |
| Gutiérrez (M)    | 1 - 0 | San Martín (M)  | 5.5.2024  | San Martín (M)  | 0 - 1 | Argentino (MM)   | 11.5.2024 | Ferro (GP)       | 1 - 0 | San Martín (M)  | 15.5.2024 |
| Huracán (LH)     | 2 - 1 | Ciudad Bolívar  | 5.5.2024  | Ciudad Bolívar  | 1 - 0 | Atenas (RC)      | 11.5.2024 | Estudiantes (SL) | 1 - 1 | Ciudad Bolívar  | 15.5.2024 |
| Atenas (RC)      | 4 - 1 | Juv. Unida (SL) | 22.5.2024 | Huracán (LH)    | 0 - 0 | Ferro (GP)       | 11.5.2024 | Atenas (RC)      | 1 - 0 | Huracán (LH)    | 15.5.2024 |
| Estudiantes (SL) | 0 - 1 | Camioneros      | 12.6.2024 | Juv. Unida (SL) | 0 - 0 | Estudiantes (SL) | 11.5.2024 | Gutiérrez (M)    | 2 - 2 | Juv. Unida (SL) | 15.5.2024 |

##### Girone di ritorno
| Atenas (RC)      | 1 - 0 | Ferro (GP)      | 19.5.2024 | Ciudad Bolívar  | 1 - 0 | Argentino (MM)   | 25.5.2024 | Camioneros       | 2 - 0 | Juv. Unida (SL) | 1.6.2024 |
| San Martín (M)   | 0 - 0 | Camioneros      | 19.5.2024 | Ferro (GP)      | 1 - 1 | Camioneros       | 26.5.2024 | Estudiantes (SL) | 1 - 1 | Ferro (GP)      | 1.6.2024 |
| Gutiérrez (M)    | 1 - 0 | Ciudad Bolívar  | 19.5.2024 | Juv. Unida (SL) | 1 - 2 | San Martín (M)   | 26.5.2024 | Argentino (MM)   | 0 - 0 | Huracán (LH)    | 2.6.2024 |
| Argentino (MM)   | 1 - 0 | Juv. Unida (SL) | 19.5.2024 | Huracán (LH)    | 0 - 1 | Gutiérrez (M)    | 26.5.2024 | Gutiérrez (M)    | 2 - 1 | Atenas (RC)     | 2.6.2024 |
| Estudiantes (SL) | 1 - 1 | Huracán (LH)    | 19.5.2024 | Atenas (RC)     | 4 - 2 | Estudiantes (SL) | 26.5.2024 | San Martín (M)   | 1 - 0 | Ciudad Bolívar  | 2.6.2024 |

| Ferro (GP)       | 0 - 1 | Juv. Unida (SL) | 8.6.2024 | Gutiérrez (M)   | 2 - 1 | Ferro (GP)       | 15.6.2024 | Ferro (GP)       | 0 - 4 | Ciudad Bolívar  | 22.6.2024 |
| Estudiantes (SL) | 1 - 1 | Gutiérrez (M)   | 8.6.2024 | Camioneros      | 3 - 1 | Huracán (LH)     | 16.6.2024 | Gutiérrez (M)    | 1 - 0 | Argentino (MM)  | 22.6.2024 |
| Ciudad Bolívar   | 0 - 1 | Camioneros      | 8.6.2024 | Argentino (MM)  | 2 - 0 | Estudiantes (SL) | 16.6.2024 | Huracán (LH)     | 1 - 2 | Juv. Unida (SL) | 23.6.2024 |
| Huracán (LH)     | 1 - 0 | San Martín (M)  | 9.6.2024 | Juv. Unida (SL) | 1 - 0 | Ciudad Bolívar   | 16.6.2024 | Estudiantes (SL) | 3 - 1 | San Martín (M)  | 23.6.2024 |
| Atenas (RC)      | 1 - 0 | Argentino (MM)  | 9.6.2024 | San Martín (M)  | 1 - 0 | Atenas (RC)      | 17.6.2024 | Atenas (RC)      | 2 - 2 | Camioneros      | 24.6.2024 |

| Ciudad Bolívar  | 2 - 1 | Huracán (LH)     | 29.6.2024 | Ferro (GP)       | 0 - 0 | Huracán (LH)    | 6.7.2024 | San Martín (M)  | 0 - 0 | Ferro (GP)       | 14.7.2024 |
| Argentino (MM)  | 1 - 0 | Ferro (GP)       | 29.6.2024 | Argentino (MM)   | 1 - 0 | San Martín (M)  | 6.7.2024 | Camioneros      | 1 - 2 | Argentino (MM)   | 14.7.2024 |
| Camioneros      | 3 - 1 | Estudiantes (SL) | 30.6.2024 | Gutiérrez (M)    | 1 - 1 | Camioneros      | 6.7.2024 | Juv. Unida (SL) | 0 - 1 | Gutiérrez (M)    | 14.7.2024 |
| Juv. Unida (SL) | 0 - 2 | Atenas (RC)      | 30.6.2024 | Atenas (RC)      | 1 - 0 | Ciudad Bolívar  | 7.7.2024 | Ciudad Bolívar  | 2 - 1 | Estudiantes (SL) | 14.7.2024 |
| San Martín (M)  | 0 - 1 | Gutiérrez (M)    | 30.6.2024 | Estudiantes (SL) | 0 - 1 | Juv. Unida (SL) | 7.7.2024 | Huracán (LH)    | 2 - 0 | Atenas (RC)      | 14.7.2024 |

### Zona 3

#### Classifica
| Pos. | Squadra           | Pt | G  | V | N | P | GF | GS | DR  |
| ---- | ----------------- | -- | -- | - | - | - | -- | -- | --- |
| 1.   | Defensores (VR)   | 29 | 16 | 7 | 8 | 1 | 19 | 8  | +11 |
| 2.   | Sp. Belgrano (SF) | 29 | 16 | 8 | 5 | 3 | 13 | 5  | +8  |
| 3.   | 9 de Julio (R)    | 26 | 16 | 7 | 5 | 4 | 20 | 15 | +5  |
| 4.   | Sp. Las Parejas   | 23 | 16 | 6 | 5 | 5 | 19 | 13 | +6  |
| 5.   | El Linqueño       | 22 | 16 | 6 | 4 | 6 | 13 | 12 | +1  |
| 6.   | Douglas Haig      | 19 | 16 | 4 | 7 | 5 | 14 | 13 | +1  |
| 7.   | Independiente (C) | 19 | 16 | 4 | 7 | 5 | 13 | 13 | 0   |
| 8.   | Defensores (P)    | 13 | 16 | 3 | 4 | 9 | 11 | 29 | -18 |
| 9.   | Gimnasia (CdU)    | 11 | 16 | 2 | 5 | 9 | 9  | 23 | -14 |

Legenda
      Squadre qualificate alla Segunda fase.
      Squadre qualificate alla Primera etapa della Reválida.
Note
Fonte: Solo Ascenso
3 punti per la vittoria, 1 punto per il pareggio.
A parità di punti, valgono i seguenti criteri: 1) Spareggio (solo per determinare la vincente del campionato; 2) differenza reti; 3) gol fatti; 4) punti negli scontri diretti; 5) differenza reti negli scontri diretti; 6) gol fatti negli scontri diretti.

#### Risultati

##### Girone di andata
| Independiente (CH)      | 3 - 1                   | Defensores (P)          | 23.3.2024               | Defensores (P)         | 0 - 4                  | Douglas Haig           | 31.3.2024              | Defensores (VR)         | 2 - 0                   | 9 de Julio (R)          | 7.4.2024                |
| Gimnasia (CdU)          | 0 - 1                   | El Linqueño             | 23.3.2024               | El Linqueño            | 0 - 0                  | Independiente (CH)     | 31.3.2024              | Independiente (CH)      | 3 - 0                   | Gimnasia (CdU)          | 7.4.2024                |
| Douglas Haig            | 1 - 1                   | 9 de Julio (R)          | 23.3.2024               | 9 de Julio (R)         | 1 - 0                  | Sp. Belgrano (SF)      | 31.3.2024              | Douglas Haig            | 0 - 0                   | El Linqueño             | 7.4.2024                |
| Sp. Belgrano (SF)       | 1 - 0                   | Sp. Las Parejas         | 25.3.2024               | Sp. Las Parejas        | 1 - 2                  | Defensores (VR)        | 1.4.2024               | Sp. Belgrano (SF)       | 1 - 0                   | Defensores (P)          | 8.4.2024                |
| Riposa: Defensores (VR) | Riposa: Defensores (VR) | Riposa: Defensores (VR) | Riposa: Defensores (VR) | Riposa: Gimnasia (CdU) | Riposa: Gimnasia (CdU) | Riposa: Gimnasia (CdU) | Riposa: Gimnasia (CdU) | Riposa: Sp. Las Parejas | Riposa: Sp. Las Parejas | Riposa: Sp. Las Parejas | Riposa: Sp. Las Parejas |

| Defensores (P)             | 1 - 0                      | Defensores (VR)            | 14.4.2024                  | Douglas Haig           | 0 - 1                  | Independiente (CH)     | 21.4.2024              | Independiente (CH)   | 0 - 2                | Sp. Belgrano (SF)    | 27.4.2024            |
| Gimnasia (CdU)             | 1 - 1                      | Douglas Haig               | 14.4.2024                  | Defensores (VR)        | 2 - 0                  | El Linqueño            | 21.4.2024              | Defensores (P)       | 3 - 1                | 9 de Julio (R)       | 28.4.2024            |
| El Linqueño                | 1 - 0                      | Sp. Belgrano (SF)          | 14.4.2024                  | Sp. Las Parejas        | 1 - 1                  | Defensores (P)         | 21.4.2024              | Gimnasia (CdU)       | 0 - 1                | Defensores (VR)      | 28.4.2024            |
| 9 de Julio (R)             | 0 - 1                      | Sp. Las Parejas            | 14.4.2024                  | Sp. Belgrano (SF)      | 1 - 0                  | Gimnasia (CdU)         | 22.4.2024              | El Linqueño          | 0 - 0                | Sp. Las Parejas      | 28.4.2024            |
| Riposa: Independiente (CH) | Riposa: Independiente (CH) | Riposa: Independiente (CH) | Riposa: Independiente (CH) | Riposa: 9 de Julio (R) | Riposa: 9 de Julio (R) | Riposa: 9 de Julio (R) | Riposa: 9 de Julio (R) | Riposa: Douglas Haig | Riposa: Douglas Haig | Riposa: Douglas Haig | Riposa: Douglas Haig |

| 9 de Julio (R)         | 2 - 1                  | El Linqueño            | 5.5.2024               | El Linqueño               | 4 - 0                     | Defensores (P)            | 11.5.2024                 | Sp. Las Parejas     | 1 - 0               | Douglas Haig        | 15.5.2024           |
| Sp. Las Parejas        | 6 - 1                  | Gimnasia (CdU)         | 5.5.2024               | Douglas Haig              | 0 - 0                     | Defensores (VR)           | 11.5.2024                 | Defensores (VR)     | 1 - 0               | Sp. Belgrano (SF)   | 15.5.2024           |
| Defensores (VR)        | 1 - 1                  | Independiente (CH)     | 5.5.2024               | Independiente (CH)        | 2 - 4                     | Sp. Las Parejas           | 11.5.2024                 | Defensores (P)      | 1 - 1               | Gimnasia (CdU)      | 15.5.2024           |
| Sp. Belgrano (SF)      | 1 - 1                  | Douglas Haig           | 6.5.2024               | Gimnasia (CdU)            | 1 - 2                     | 9 de Julio (R)            | 11.5.2024                 | 9 de Julio (R)      | 0 - 0               | Independiente (CH)  | 15.5.2024           |
| Riposa: Defensores (P) | Riposa: Defensores (P) | Riposa: Defensores (P) | Riposa: Defensores (P) | Riposa: Sp. Belgrano (SF) | Riposa: Sp. Belgrano (SF) | Riposa: Sp. Belgrano (SF) | Riposa: Sp. Belgrano (SF) | Riposa: El Linqueño | Riposa: El Linqueño | Riposa: El Linqueño | Riposa: El Linqueño |

##### Girone di ritorno
| El Linqueño             | 1 - 0                   | Gimnasia (CdU)          | 19.5.2024               | Independiente (CH)     | 0 - 1                  | El Linqueño            | 25.5.2024              | Gimnasia (CdU)          | 0 - 0                   | Independiente (CH)      | 1.6.2024                |
| Defensores (P)          | 0 - 0                   | Independiente (CH)      | 19.5.2024               | Defensores (VR)        | 1 - 1                  | Sp. Las Parejas        | 25.5.2024              | Defensores (P)          | 0 - 3                   | Sp. Belgrano (SF)       | 2.6.2024                |
| 9 de Julio (R)          | 4 - 0                   | Douglas Haig            | 19.5.2024               | Douglas Haig           | 3 - 0                  | Defensores (P)         | 26.5.2024              | El Linqueño             | 0 - 1                   | Douglas Haig            | 2.6.2024                |
| Sp. Las Parejas         | 0 - 0                   | Sp. Belgrano (SF)       | 19.5.2024               | Sp. Belgrano (SF)      | 1 - 1                  | 9 de Julio (R)         | 26.5.2024              | 9 de Julio (R)          | 0 - 2                   | Defensores (VR)         | 2.6.2024                |
| Riposa: Defensores (VR) | Riposa: Defensores (VR) | Riposa: Defensores (VR) | Riposa: Defensores (VR) | Riposa: Gimnasia (CdU) | Riposa: Gimnasia (CdU) | Riposa: Gimnasia (CdU) | Riposa: Gimnasia (CdU) | Riposa: Sp. Las Parejas | Riposa: Sp. Las Parejas | Riposa: Sp. Las Parejas | Riposa: Sp. Las Parejas |

| Sp. Belgrano (SF)          | 1 - 0                      | El Linqueño                | 9.6.2024                   | Defensores (P)         | 0 - 1                  | Sp. Las Parejas        | 16.6.2024              | 9 de Julio (R)       | 2 - 1                | Defensores (P)       | 23.6.2024            |
| Douglas Haig               | 0 - 1                      | Gimnasia (CdU)             | 9.6.2024                   | Independiente (CH)     | 2 - 1                  | Douglas Haig           | 16.6.2024              | Sp. Belgrano (SF)    | 1 - 0                | Independiente (CH)   | 23.6.2024            |
| Sp. Las Parejas            | 1 - 1                      | 9 de Julio (R)             | 9.6.2024                   | Gimnasia (CdU)         | 0 - 1                  | Sp. Belgrano (SF)      | 16.6.2024              | Defensores (VR)      | 1 - 1                | Gimnasia (CdU)       | 23.6.2024            |
| Defensores (VR)            | 3 - 0                      | Defensores (P)             | 9.6.2024                   | El Linqueño            | 2 - 2                  | Defensores (VR)        | 17.6.2024              | Sp. Las Parejas      | 0 - 1                | El Linqueño          | 24.6.2024            |
| Riposa: Independiente (CH) | Riposa: Independiente (CH) | Riposa: Independiente (CH) | Riposa: Independiente (CH) | Riposa: 9 de Julio (R) | Riposa: 9 de Julio (R) | Riposa: 9 de Julio (R) | Riposa: 9 de Julio (R) | Riposa: Douglas Haig | Riposa: Douglas Haig | Riposa: Douglas Haig | Riposa: Douglas Haig |

| El Linqueño            | 0 - 2                  | 9 de Julio (R)         | 30.6.2024              | Sp. Las Parejas           | 2 - 1                     | Independiente (CH)        | 7.7.2024                  | Independiente (CH)  | 0 - 0               | 9 de Julio (R)      | 13.7.2024           |
| Gimnasia (CdU)         | 1 - 0                  | Sp. Las Parejas        | 30.6.2024              | Defensores (P)            | 2 - 1                     | El Linqueño               | 7.7.2024                  | Douglas Haig        | 1 - 0               | Sp. Las Parejas     | 14.7.2024           |
| Independiente (CH)     | 0 - 0                  | Defensores (VR)        | 30.6.2024              | 9 de Julio (R)            | 3 - 1                     | Gimnasia (CdU)            | 7.7.2024                  | Gimnasia (CdU)      | 1 - 1               | Defensores (P)      | 14.7.2024           |
| Douglas Haig           | 0 - 0                  | Sp. Belgrano (SF)      | 30.6.2024              | Defensores (VR)           | 1 - 1                     | Douglas Haig              | 7.7.2024                  | Sp. Belgrano (SF)   | 0 - 0               | Defensores (VR)     | 14.7.2024           |
| Riposa: Defensores (P) | Riposa: Defensores (P) | Riposa: Defensores (P) | Riposa: Defensores (P) | Riposa: Sp. Belgrano (SF) | Riposa: Sp. Belgrano (SF) | Riposa: Sp. Belgrano (SF) | Riposa: Sp. Belgrano (SF) | Riposa: El Linqueño | Riposa: El Linqueño | Riposa: El Linqueño | Riposa: El Linqueño |

### Zona 4

#### Classifica
| Pos. | Squadra            | Pt | G  | V  | N | P | GF | GS | DR  |
| ---- | ------------------ | -- | -- | -- | - | - | -- | -- | --- |
| 1.   | Central Norte (S)  | 34 | 16 | 10 | 4 | 2 | 23 | 10 | +13 |
| 2.   | Sarmiento (LB)     | 33 | 16 | 10 | 3 | 3 | 23 | 11 | +12 |
| 3.   | Sol de América (F) | 28 | 16 | 8  | 4 | 4 | 17 | 13 | +4  |
| 4.   | San Martín (F)     | 25 | 16 | 7  | 4 | 5 | 19 | 13 | +6  |
| 5.   | Juv. Antoniana     | 19 | 16 | 5  | 4 | 7 | 14 | 17 | -3  |
| 6.   | Unión (S)          | 15 | 16 | 3  | 6 | 7 | 11 | 17 | -6  |
| 7.   | Crucero (M)        | 14 | 16 | 3  | 5 | 8 | 13 | 19 | -6  |
| 8.   | Boca Unidos        | 16 | 16 | 4  | 4 | 8 | 11 | 24 | -13 |
| 9.   | Sarmiento (R)      | 12 | 16 | 2  | 6 | 8 | 8  | 15 | -7  |

Legenda
      Squadre qualificate alla Segunda fase.
      Squadre qualificate alla Primera etapa della Reválida.
Note
Fonte: Solo Ascenso
3 punti per la vittoria, 1 punto per il pareggio.
A parità di punti, valgono i seguenti criteri: 1) Spareggio (solo per determinare la vincente del campionato; 2) differenza reti; 3) gol fatti; 4) punti negli scontri diretti; 5) differenza reti negli scontri diretti; 6) gol fatti negli scontri diretti.

##### Girone di andata
| Sarmiento (LB)            | 1 - 0                     | Boca Unidos               | 22.3.2024                 | Crucero (M)            | 0 - 0                  | Sarmiento (R)          | 30.3.2024              | San Martín (F)      | 2 - 0               | Crucero (M)         | 6.4.2024            |
| Juv. Antoniana            | 0 - 0                     | Crucero (M)               | 22.3.2024                 | Unión (S)              | 1 - 2                  | Sarmiento (LB)         | 30.3.2024              | Central Norte (S)   | 1 - 0               | Unión (S)           | 7.4.2024            |
| San Martín (F)            | 3 - 0                     | Unión (S)                 | 23.3.2024                 | Sol de América (F)     | 1 - 0                  | San Martín (F)         | 31.3.2024              | Sarmiento (R)       | 0 - 0               | Juv. Antoniana      | 7.4.2024            |
| Sarmiento (R)             | 1 - 0                     | Sol de América            | 23.3.2024                 | Boca Unidos            | 0 - 0                  | Central Norte (S)      | 31.3.2024              | Sarmiento (LB)      | 3 - 1               | Sol de América (F)  | 7.4.2024            |
| Riposa: Central Norte (S) | Riposa: Central Norte (S) | Riposa: Central Norte (S) | Riposa: Central Norte (S) | Riposa: Juv. Antoniana | Riposa: Juv. Antoniana | Riposa: Juv. Antoniana | Riposa: Juv. Antoniana | Riposa: Boca Unidos | Riposa: Boca Unidos | Riposa: Boca Unidos | Riposa: Boca Unidos |

| Crucero (M)           | 1 - 0                 | Sarmiento (LB)        | 14.4.2024             | Boca Unidos       | 0 - 0             | Sol de América (F) | 20.4.2024         | Crucero (M)            | 1 - 1                  | Boca Unidos            | 27.4.2024              |
| Sol de América (F)    | 0 - 1                 | Central Norte (S)     | 14.4.2024             | San Martín (F)    | 2 - 0             | Sarmiento (R)      | 21.4.2024         | Sarmiento (R)          | 1 - 1                  | Sarmiento (LB)         | 27.4.2024              |
| Unión (S)             | 2 - 1                 | Boca Unidos           | 14.4.2024             | Central Norte (S) | 2 - 1             | Crucero (M)        | 21.4.2024         | Sol de América (F)     | 3 - 1                  | Unión (S)              | 28.4.2024              |
| Juv. Antoniana        | 1 - 0                 | San Martín (F)        | 14.4.2024             | Sarmiento (LB)    | 4 - 0             | Juv. Antoniana     | 21.4.2024         | Juv. Antoniana         | 1 - 1                  | Central Norte (S)      | 28.4.2024              |
| Riposa: Sarmiento (R) | Riposa: Sarmiento (R) | Riposa: Sarmiento (R) | Riposa: Sarmiento (R) | Riposa: Unión (S) | Riposa: Unión (S) | Riposa: Unión (S)  | Riposa: Unión (S) | Riposa: San Martín (F) | Riposa: San Martín (F) | Riposa: San Martín (F) | Riposa: San Martín (F) |

| Central Norte (S)          | 1 - 0                      | Sarmiento (R)              | 3.5.2024                   | Sarmiento (R)          | 3 - 1                  | Boca Unidos            | 10.5.2024              | San Martín (F)      | 1 - 0               | Juv. Antoniana      | 15.5.2024           |
| Unión (S)                  | 0 - 2                      | Crucero (M)                | 4.5.2024                   | Crucero (M)            | 2 - 0                  | Sol de América (F)     | 11.5.2024              | Boca Unidos         | 2 - 2               | San Martín (F)      | 15.5.2024           |
| Boca Unidos                | 1 - 0                      | Juv. Antoniana             | 4.5.2024                   | San Martín (F)         | 2 - 1                  | Central Norte (S)      | 11.5.2024              | Unión (S)           | 1 - 1               | Sarmiento (R)       | 15.5.2024           |
| Sarmiento (LB)             | 1 - 0                      | San Martín (F)             | 4.5.2024                   | Juv. Antoniana         | 3 - 0                  | Unión (S)              | 11.5.2024              | Central Norte (S)   | 1 - 1               | Sarmiento (LB)      | 15.5.2024           |
| Riposa: Sol de América (F) | Riposa: Sol de América (F) | Riposa: Sol de América (F) | Riposa: Sol de América (F) | Riposa: Sarmiento (LB) | Riposa: Sarmiento (LB) | Riposa: Sarmiento (LB) | Riposa: Sarmiento (LB) | Riposa: Crucero (M) | Riposa: Crucero (M) | Riposa: Crucero (M) | Riposa: Crucero (M) |

##### Girone di ritorno
| Unión (S)                 | 0 - 0                     | San Martín (F)            | 19.5.2024                 | Sarmiento (R)          | 1 - 1                  | Crucero (M)            | 25.5.2024              | Unión (S)           | 1 - 4               | Central Norte (S)   | 1.6.2024            |
| Crucero (M)               | 0 - 0                     | Juv. Antoniana            | 19.5.2024                 | San Martín (F)         | 0 - 0                  | Sol de América (F)     | 26.5.2024              | Crucero (M)         | 1 - 3               | San Martín (F)      | 2.6.2024            |
| Boca Unidos               | 0 - 1                     | Sarmiento (LB)            | 19.5.2024                 | Sarmiento (LB)         | 2 - 0                  | Unión (S)              | 26.5.2024              | Sol de América (F)  | 1 - 0               | Sarmiento (LB)      | 2.6.2024            |
| Sol de América            | 1 - 0                     | Sarmiento (R)             | 19.5.2024                 | Central Norte (S)      | 2 - 0                  | Boca Unidos            | 26.5.2024              | Juv. Antoniana      | 2 - 0               | Sarmiento (R)       | 2.6.2024            |
| Riposa: Central Norte (S) | Riposa: Central Norte (S) | Riposa: Central Norte (S) | Riposa: Central Norte (S) | Riposa: Juv. Antoniana | Riposa: Juv. Antoniana | Riposa: Juv. Antoniana | Riposa: Juv. Antoniana | Riposa: Boca Unidos | Riposa: Boca Unidos | Riposa: Boca Unidos | Riposa: Boca Unidos |

| Sarmiento (LB)        | 2 - 1                 | Crucero (M)           | 7.6.2024              | Sarmiento (R)      | 0 - 1             | San Martín (F)    | 14.6.2024         | Boca Unidos            | 2 - 0                  | Crucero (M)            | 23.6.2024              |
| San Martín (F)        | 2 - 0                 | Juv. Antoniana        | 9.6.2024              | Juv. Antoniana     | 2 - 1             | Sarmiento (LB)    | 14.6.2024         | Sarmiento (LB)         | 1 - 0                  | Sarmiento (R)          | 23.6.2024              |
| Boca Unidos           | 0 - 1                 | Unión (S)             | 9.6.2024              | Crucero (M)        | 0 - 1             | Central Norte (S) | 15.6.2024         | Central Norte (S)      | 2 - 0                  | Juv. Antoniana         | 23.6.2024              |
| Central Norte (S)     | 2 - 2                 | Sol de América (F)    | 9.6.2024              | Sol de América (F) | 2 - 1             | Boca Unidos       | 16.6.2024         | Unión (S)              | 0 - 0                  | Sol de América (F)     | 23.6.2024              |
| Riposa: Sarmiento (R) | Riposa: Sarmiento (R) | Riposa: Sarmiento (R) | Riposa: Sarmiento (R) | Riposa: Unión (S)  | Riposa: Unión (S) | Riposa: Unión (S) | Riposa: Unión (S) | Riposa: San Martín (F) | Riposa: San Martín (F) | Riposa: San Martín (F) | Riposa: San Martín (F) |

| Crucero (M)                | 0 - 0                      | Unión (S)                  | 30.6.2024                  | Boca Unidos            | 1 - 1                  | Sarmiento (R)          | 7.7.2024               | Sarmiento (R)       | 0 - 1               | Unión (S)           | 14.7.2024           |
| Sarmiento (R)              | 0 - 1                      | Central Norte (S)          | 30.6.2024                  | Central Norte (S)      | 2 - 0                  | San Martín (F)         | 7.7.2024               | San Martín (F)      | 1 - 0               | Boca Unidos         | 14.7.2024           |
| San Martín (F)             | 1 - 1                      | Sarmiento (LB)             | 30.6.2024                  | Sol de América (F)     | 3 - 1                  | Crucero (M)            | 7.7.2024               | Sarmiento (LB)      | 2 - 1               | Central Norte (S)   | 14.7.2024           |
| Juv. Antoniana             | 2 - 0                      | Boca Unidos                | 30.6.2024                  | Unión (S)              | 3 - 2                  | Juv. Antoniana         | 7.7.2024               | Juv. Antoniana      | 1 - 2               | Sol de América (F)  | 14.7.2024           |
| Riposa: Sol de América (F) | Riposa: Sol de América (F) | Riposa: Sol de América (F) | Riposa: Sol de América (F) | Riposa: Sarmiento (LB) | Riposa: Sarmiento (LB) | Riposa: Sarmiento (LB) | Riposa: Sarmiento (LB) | Riposa: Crucero (M) | Riposa: Crucero (M) | Riposa: Crucero (M) | Riposa: Crucero (M) |

## Segunda fase
Le 18 squadre qualificate nella Segunda fase sono state raggruppate in due gruppi da 9 squadre ognuno. Le squadre di ogni gruppo hanno affrontato le proprie rispettive avversarie in un girone di sola andata. La 1ª e la 2ª di ogni girone si sono qualificate per la Tercera fase, mentre le restanti 14 squadre sono passate a disputare la Segunda etapa della Reválida.

### Zona A

#### Classifica
| Pos. | Squadra           | Pt | G | V | N | P | GF | GS | DR |
| ---- | ----------------- | -- | - | - | - | - | -- | -- | -- |
| 1.   | Ciudad de Bolívar | 17 | 8 | 5 | 2 | 1 | 8  | 4  | +4 |
| 2.   | Santamarina       | 14 | 8 | 4 | 2 | 2 | 11 | 6  | +5 |
| 3.   | Villa Mitre       | 14 | 8 | 4 | 2 | 2 | 9  | 9  | 0  |
| 4.   | Argentino (MM)    | 13 | 8 | 4 | 1 | 3 | 13 | 10 | +3 |
| 5.   | Kimberley (MdP)   | 12 | 8 | 3 | 3 | 2 | 12 | 10 | +2 |
| 6.   | Camioneros        | 8  | 8 | 2 | 2 | 4 | 8  | 12 | -4 |
| 7.   | Gutiérrez (M)     | 8  | 8 | 1 | 5 | 2 | 8  | 12 | -4 |
| 8.   | Germinal (R)      | 7  | 8 | 2 | 1 | 5 | 7  | 9  | -2 |
| 9.   | Olimpo            | 5  | 8 | 1 | 2 | 5 | 4  | 8  | -4 |

Legenda
      Squadre qualificate per la Tercera fase e per la Copa Argentina 2025.
      Squadre qualificate per la Segunda etapa della Reválida e per la Copa Argentina 2025.
      Squadre qualificate per la Segunda etapa della Reválida.
Note
Fonte: Solo Ascenso
3 punti per la vittoria, 1 punto per il pareggio.
A parità di punti, valgono i seguenti criteri: 1) Spareggio (solo per determinare la vincente del campionato; 2) differenza reti; 3) gol fatti; 4) punti negli scontri diretti; 5) differenza reti negli scontri diretti; 6) gol fatti negli scontri diretti.

#### Risultati
| Gutiérrez (M)   | 2 - 1          | Argentino (MM)   | 20.7.2024      | Camioneros              | 0 - 0                   | Gutiérrez (M)           | 28.7.2024               | Gutiérrez (M)        | 1 - 1                | Villa Mitre (BB)     | 3.8.2024             |
| Santamarina     | 2 - 1          | Germinal (R)     | 21.7.2024      | Villa Mitre (BB)        | 2 - 1                   | Ciudad Bolívar          | 28.7.2024               | Santamarina          | 1 - 0                | Camioneros           | 4.8.2024             |
| Kimberley (MdP) | 2 - 0          | Villa Mitre (BB) | 21.7.2024      | Germinal (R)            | 0 - 1                   | Olimpo                  | 28.7.2024               | Olimpo               | 0 - 1                | Argentino (MM)       | 4.8.2024             |
| Ciudad Bolívar  | 1 - 0          | Camioneros       | 21.7.2024      | Argentino (MM)          | 3 - 2                   | Santamarina             | 28.7.2024               | Ciudad Bolívar       | 1 - 0                | Kimberley (MdP)      | 4.8.2024             |
| Riposa: Olimpo  | Riposa: Olimpo | Riposa: Olimpo   | Riposa: Olimpo | Riposa: Kimberley (MdP) | Riposa: Kimberley (MdP) | Riposa: Kimberley (MdP) | Riposa: Kimberley (MdP) | Riposa: Germinal (R) | Riposa: Germinal (R) | Riposa: Germinal (R) | Riposa: Germinal (R) |

| Kimberley (MdP)        | 1 - 1                  | Gutiérrez (M)          | 10.8.2024              | Gutiérrez (M)          | 2 - 2                  | Ciudad Bolívar         | 17.8.2024              | Kimberley (MdP)       | 3 - 2                 | Olimpo                | 25.8.2025             |
| Camioneros             | 0 - 0                  | Olimpo                 | 11.8.2024              | Germinal (R)           | 2 - 0                  | Camioneros             | 18.8.2024              | Camioneros            | 3 - 2                 | Argentino (MM)        | 25.8.2025             |
| Villa Mitre (BB)       | 1 - 1                  | Santamarina            | 11.8.2024              | Olimpo                 | 0 - 1                  | Villa Mitre (BB)       | 18.8.2024              | Ciudad Bolívar        | 1 - 0                 | Santamarina           | 25.8.2025             |
| Argentino (MM)         | 2 - 1                  | Germinal (R)           | 11.8.2024              | Santamarina            | 0 - 0                  | Kimberley (MdP)        | 18.8.2024              | Villa Mitre (BB)      | 1 - 0                 | Germinal (R)          | 25.8.2025             |
| Riposa: Ciudad Bolívar | Riposa: Ciudad Bolívar | Riposa: Ciudad Bolívar | Riposa: Ciudad Bolívar | Riposa: Argentino (MM) | Riposa: Argentino (MM) | Riposa: Argentino (MM) | Riposa: Argentino (MM) | Riposa: Gutiérrez (M) | Riposa: Gutiérrez (M) | Riposa: Gutiérrez (M) | Riposa: Gutiérrez (M) |

| Santamarina        | 4 - 0              | Gutiérrez (M)      | 1.9.2024           | Ciudad Bolívar      | 1 - 0               | Germinal (R)        | 7.9.2024            | Germinal (R)             | 2 - 1                    | Gutiérrez (M)            | 14.9.2024                |
| Germinal (R)       | 1 - 1              | Kimberley (MdP)    | 1.9.2024           | Kimberley (MdP)     | 2 - 1               | Argentino (MM)      | 8.9.2024            | Camioneros               | 4 - 3                    | Kimberley (MdP)          | 15.9.2024                |
| Olimpo             | 0 - 1              | Ciudad Bolívar     | 1.9.2024           | Villa Mitre (BB)    | 3 - 1               | Camioneros          | 8.9.2024            | Argentino (MM)           | 0 - 0                    | Ciudad Bolívar           | 15.9.2024                |
| Argentino (MM)     | 3 - 0              | Villa Mitre (BB)   | 1.9.2024           | Gutiérrez (M)       | 1 - 1               | Olimpo              | 8.9.2024            | Olimpo                   | 0 - 1                    | Santamarina              | 15.9.2024                |
| Riposa: Camioneros | Riposa: Camioneros | Riposa: Camioneros | Riposa: Camioneros | Riposa: Santamarina | Riposa: Santamarina | Riposa: Santamarina | Riposa: Santamarina | Riposa: Villa Mitre (BB) | Riposa: Villa Mitre (BB) | Riposa: Villa Mitre (BB) | Riposa: Villa Mitre (BB) |

### Zona B

#### Classifica
| Pos. | Squadra            | Pt | G | V | N | P | GF | GS | DR |
| ---- | ------------------ | -- | - | - | - | - | -- | -- | -- |
| 1.   | Central Norte (S)  | 18 | 8 | 6 | 0 | 2 | 13 | 6  | +7 |
| 2.   | Sarmiento (LB)     | 17 | 8 | 5 | 2 | 1 | 5  | 2  | +3 |
| 3.   | San Martín (F)     | 15 | 8 | 4 | 3 | 1 | 9  | 6  | +3 |
| 4.   | Sp. Belgrano (SF)  | 14 | 8 | 4 | 2 | 2 | 7  | 5  | +2 |
| 5.   | Sp. Las Parejas    | 9  | 8 | 3 | 0 | 5 | 8  | 12 | -4 |
| 6.   | Sol de América (F) | 8  | 8 | 2 | 2 | 4 | 6  | 7  | -1 |
| 7.   | Atenas (RC)        | 8  | 8 | 2 | 2 | 4 | 5  | 8  | -3 |
| 8.   | Defensores (VR)    | 5  | 8 | 0 | 5 | 3 | 3  | 6  | -3 |
| 9.   | 9 de Julio (R)     | 5  | 8 | 1 | 2 | 5 | 3  | 7  | -4 |

Legenda
      Squadre qualificate per la Tercera fase e per la Copa Argentina 2025.
      Squadre qualificate per la Segunda etapa della Reválida e per la Copa Argentina 2025.
      Squadre qualificate per la Segunda etapa della Reválida.
Note
Fonte: Solo Ascenso
3 punti per la vittoria, 1 punto per il pareggio.
A parità di punti, valgono i seguenti criteri: 1) Spareggio (solo per determinare la vincente del campionato; 2) differenza reti; 3) gol fatti; 4) punti negli scontri diretti; 5) differenza reti negli scontri diretti; 6) gol fatti negli scontri diretti.

#### Risultati
| Sp. Las Parejas        | 2 - 1                  | Defensores (VR)        | 21.7.2024              | Defensores (VR)      | 0 - 0                | Sol de América (F)   | 27.8.2024            | 9 de Julio (R)         | 0 - 0                  | San Martín (F)         | 4.8.2024               |
| Central Norte (S)      | 2 - 0                  | Sarmiento (LB)         | 21.7.2024              | Atenas (RC)          | 1 - 0                | Sp. Las Parejas      | 28.7.2024            | Sol de América (F)     | 1 - 1                  | Atenas (RC)            | 4.8.2024               |
| Sol de América (F)     | 0 - 2                  | San Martín (F)         | 21.7.2024              | San Martín (F)       | 2 - 1                | Central Norte (S)    | 28.7.2024            | Sp. Las Parejas        | 1 - 0                  | Sp. Belgrano           | 4.8.2024               |
| Sp. Belgrano           | 1 - 0                  | Atenas (RC)            | 21.7.2024              | Sarmiento (LB)       | 1 - 0                | 9 de Julio (R)       | 28.7.2024            | Central Norte (S)      | 1 - 0                  | Defensores (VR)        | 4.8.2024               |
| Riposa: 9 de Julio (R) | Riposa: 9 de Julio (R) | Riposa: 9 de Julio (R) | Riposa: 9 de Julio (R) | Riposa: Sp. Belgrano | Riposa: Sp. Belgrano | Riposa: Sp. Belgrano | Riposa: Sp. Belgrano | Riposa: Sarmiento (LB) | Riposa: Sarmiento (LB) | Riposa: Sarmiento (LB) | Riposa: Sarmiento (LB) |

| San Martín (F)          | 0 - 0                   | Sarmiento (LB)          | 11.8.2024               | Sarmiento (LB)         | 1 - 0                  | Defensores (VR)        | 16.8.2024              | Sp. Las Parejas            | 3 - 2                      | Central Norte (S)          | 25.8.2025                  |
| Sp. Belgrano            | 2 - 1                   | Sol de América (F)      | 11.8.2024               | 9 de Julio (R)         | 0 - 1                  | Atenas (RC)            | 18.8.2024              | Sp. Belgrano               | 1 - 0                      | 9 de Julio (R)             | 25.8.2025                  |
| Defensores (VR)         | 1 - 1                   | 9 de Julio (R)          | 11.8.2024               | Sol de América (F)     | 2 - 0                  | Sp. Las Parejas        | 18.8.2024              | Atenas (RC)                | 0 - 1                      | Sarmiento (LB)             | 25.8.2025                  |
| Atenas (RC)             | 1 - 2                   | Central Norte (S)       | 11.8.2024               | Central Norte (S)      | 3 - 0                  | Sp. Belgrano           | 18.8.2024              | Defensores (VR)            | 0 - 0                      | San Martín (F)             | 25.8.2025                  |
| Riposa: Sp. Las Parejas | Riposa: Sp. Las Parejas | Riposa: Sp. Las Parejas | Riposa: Sp. Las Parejas | Riposa: San Martín (F) | Riposa: San Martín (F) | Riposa: San Martín (F) | Riposa: San Martín (F) | Riposa: Sol de América (F) | Riposa: Sol de América (F) | Riposa: Sol de América (F) | Riposa: Sol de América (F) |

| Sarmiento (LB)          | 0 - 0                   | Sp. Belgrano            | 30.8.2024               | Sp. Belgrano              | 3 - 0                     | San Martín (F)            | 6.9.2024                  | Defensores (VR)     | 0 - 0               | Sp. Belgrano        | 15.9.2024           |
| San Martín (F)          | 2 - 0                   | Atenas (RC)             | 1.9.2024                | Sol de América (F)        | 2 - 0                     | 9 de Julio (R)            | 8.9.2024                  | San Martín (F)      | 3 - 2               | Sp. Las Parejas     | 15.9.2024           |
| 9 de Julio (R)          | 2 - 0                   | Sp. Las Parejas         | 1.9.2024                | Sp. Las Parejas           | 0 - 1                     | Sarmiento (LB)            | 8.9.2024                  | Sarmiento (LB)      | 1 - 0               | Sol de América (F)  | 15.9.2024           |
| Central Norte (S)       | 1 - 0                   | Sol de América (F)      | 1.9.2024                | Atenas (RC)               | 1 - 1                     | Defensores (VR)           | 8.9.2024                  | 9 de Julio (R)      | 0 - 1               | Central Norte (S)   | 15.9.2024           |
| Riposa: Defensores (VR) | Riposa: Defensores (VR) | Riposa: Defensores (VR) | Riposa: Defensores (VR) | Riposa: Central Norte (S) | Riposa: Central Norte (S) | Riposa: Central Norte (S) | Riposa: Central Norte (S) | Riposa: Atenas (RC) | Riposa: Atenas (RC) | Riposa: Atenas (RC) | Riposa: Atenas (RC) |

## Tercera fase
Le 4 squadre qualificate dalla Segunda fase si sono affrontate in due semifinali, disputate con gare di andata e ritorno e con il vantaggio per la squadra con il miglior seeding di disputare la gara di ritorno tra le mura casalinghe e di qualificarsi alla fase successiva in caso di pareggio nel risultato aggregato. Le 2 squadre vincitrici hanno avuto il diritto di accedere alla Cuarta fase, mentre le due sconfitte sono passate a disputare la Tercera etapa della Reválida.

### Tabellone
|  | Tercera fase | Tercera fase      | Tercera fase | Tercera fase | Tercera fase |  |  | Cuarta fase       | Cuarta fase       | Cuarta fase | Cuarta fase | Cuarta fase |  |
|  |              |                   |              |              |              |  |  |                   |                   |             |             |             |  |
|  | 1°-A         | Ciudad de Bolívar | 0            | 0            | 0            |  |  |                   |                   |             |             |             |  |
|  | 2°-B         | Sarmiento (LB)    | 1            | 0            | 1            |  |  | Sarmiento (LB)    | Sarmiento (LB)    | 0           | 0           | 0           |  |
|  | 1°-B         | Central Norte (S) | 0            | 1            | 1            |  |  | Central Norte (S) | Central Norte (S) | 0           | 1           | 1           |  |
|  | 2°-A         | Santamarina       | 0            | 0            | 0            |  |  |                   |                   |             |             |             |  |

### Risultati
| Arbitro: | Díaz |

|              |           |  |
| Garzón 45+3’ | Marcatori |  |

| San Carlos de Bolívar 29 settembre 2024, ore 16:00 UTC-3 Tercera fase (ritorno) | Ciudad de Bolívar | 0 – 0 (tot.: 0-1) referto | Sarmiento (LB) | Estadio Municipal Eva Perón\| Arbitro: \| Carpio \| |
| Arbitro:                                                                        | Carpio            |                           |                |                                                     |

Con il risultato aggregato di 1-0 in suo favore, il Sarmiento de La Banda si è qualificato per la finale, mentre il Ciudad de Bolívar è passato alla Tercera etapa della Reválida.
| Tandil 22 settembre 2024, ore 11:15 UTC-3 Tercera fase (andata) | Santamarina | 0 – 0 referto | Central Norte (S) | Estadio Municipal General San Martín\| Arbitro: \| Carpio \| |
| Arbitro:                                                        | Carpio      |               |                   |                                                              |

| Arbitro: | Rekers |

|            |           |  |
| Lesman 17’ | Marcatori |  |

Con il risultato di 1-0 in suo favore, il Central Norte si è qualificato per la finale, mentre il Santamarina è passato alla Tercera etapa della Reválida.

## Cuarta fase
Le 2 squadre qualificate dalla Tercera fase si sono affrontate in una finale in gara unica e in campo neutro. La squadra vincitrice della finale è stata proclamata campione del Torneo Federal A 2024 e ha ottenuto la promozione in Primera B Nacional. La squadra sconfitta, al contrario, è passata a disputare la Tercera etapa della Reválida. In caso di pareggio alla fine dei tempi regolamentari, il regolamento prevedeva la disputa direttamente dei calci di rigore.

### Risultato
| Arbitro: | Viñas |

|                                                   |                      |                                            |
| Molina Lesman Giménez Huichulef Genes César Gómez | Tiri di rigore 4 – 3 | Toloza López Salto Herrera Chamorro Suárez |

Permanendo il risultato di parità sullo 0-0 al termine dei tempi regolamentari, sono stati necessari i calci di rigore dai quali è uscito vincitore il Central Norte, che in tal modo ha battuto in finale il Sarmiento de La Banda e si è aggiudicato il titolo di campione del Torneo Federal A 2024, ottenendo anche la promozione in Primera B Nacional.

## Reválida

### Primera etapa
Le 20 squadre che non si sono qualificate alla Segunda fase sono state raggruppate in due gironi da 10 squadre ognuno per disputare un torneo di sola andata. Le squadre classificate tra la 1ª e la 6ª posizione di ogni girone hanno ottenuto l'accesso alla Segunda etapa.

#### Zona A

##### Classifica
| Pos. | Squadra          | Pt | G | V | N | P | GF | GS | DR |
| ---- | ---------------- | -- | - | - | - | - | -- | -- | -- |
| 1.   | Dep. Rincón      | 19 | 8 | 6 | 1 | 1 | 10 | 1  | +9 |
| 2.   | Juv. Unida (SL)  | 12 | 8 | 3 | 3 | 2 | 10 | 6  | +4 |
| 3.   | Ferro (GP) (R)   | 12 | 8 | 3 | 3 | 2 | 9  | 6  | +3 |
| 4.   | Cipolletti       | 12 | 8 | 2 | 6 | 0 | 4  | 2  | +2 |
| 5.   | Estudiantes (SL) | 12 | 8 | 3 | 3 | 2 | 10 | 10 | 0  |
| 6.   | Huracán (LH)     | 11 | 8 | 3 | 2 | 3 | 5  | 8  | -3 |
| 7.   | San Martín (M)   | 6  | 8 | 1 | 3 | 4 | 8  | 11 | -3 |
| 8.   | Sol de Mayo (V)  | 6  | 8 | 1 | 3 | 4 | 7  | 14 | -7 |
| 9.   | Círculo Dep. (O) | 5  | 8 | 1 | 2 | 5 | 6  | 11 | -5 |

Legenda
      Squadre qualificate per la Segunda etapa della Reválida
(R) Pur essendo in posizione utile per qualificarsi alla Segunda etapa della Reválida, il Ferro non si è qualificato per essere retrocesso. Il suo posto nella Segunda etapa è stato preso dal San Martín de Mendoza.
Note
Fonte: Solo Ascenso
3 punti per la vittoria, 1 punto per il pareggio.
A parità di punti, valgono i seguenti criteri: 1) Spareggio (solo per determinare la vincente del campionato; 2) differenza reti; 3) gol fatti; 4) punti negli scontri diretti; 5) differenza reti negli scontri diretti; 6) gol fatti negli scontri diretti.

##### Risultati
| Ferro (GP)         | 0 - 1              | Dep. Rincón        | 21.7.2024          | Dep. Rincón            | 2 - 0                  | Juv. Unida (SL)        | 28.7.2024              | Ferro (GP)           | 1 - 1                | San Martín (M)       | 3.8.2024             |
| Sol de Mayo        | 2 - 1              | Circulo Dep.       | 21.7.2024          | Circulo Dep.           | 1 - 1                  | Cipolletti             | 28.7.2024              | Sol de Mayo          | 0 - 1                | Dep. Rincón          | 4.8.2024             |
| San Martín (M)     | 1 - 1              | Huracán (LH)       | 21.7.2024          | Huracán (LH)           | 0 - 0                  | Ferro (GP)             | 28.7.2024              | Cipolletti           | 1 - 1                | Sp. Estudiantes      | 4.8.2024             |
| Juv. Unida (SL)    | 0 - 1              | Sp. Estudiantes    | 21.7.2024          | Sp. Estudiantes        | 2 - 2                  | Sol de Mayo            | 28.7.2024              | Juv. Unida (SL)      | 3 - 0                | Huracán (LH)         | 4.8.2024             |
| Riposa: Cipolletti | Riposa: Cipolletti | Riposa: Cipolletti | Riposa: Cipolletti | Riposa: San Martín (M) | Riposa: San Martín (M) | Riposa: San Martín (M) | Riposa: San Martín (M) | Riposa: Circulo Dep. | Riposa: Circulo Dep. | Riposa: Circulo Dep. | Riposa: Circulo Dep. |

| Dep. Rincón        | 0 - 0              | Cipolletti         | 11.8.2024          | Circulo Dep.            | 0 - 1                   | Dep. Rincón             | 18.8.2024               | Ferro (GP)              | 3 - 0                   | Sol de Mayo             | 24.8.2024               |
| Huracán (LH)       | 2 - 1              | Sol de Mayo        | 11.8.2024          | Cipolletti              | 1 - 0                   | Huracán (LH)            | 18.8.2024               | Dep. Rincón             | 3 - 0                   | Sp. Estudiantes         | 25.8.2024               |
| San Martín (M)     | 1 - 2              | Juv. Unida (SL)    | 11.8.2024          | Sol de Mayo             | 1 - 4                   | San Martín (M)          | 18.8.2024               | Huracán (LH)            | 1 - 0                   | Circulo Dep.            | 25.8.2024               |
| Sp. Estudiantes    | 2 - 1              | Circulo Dep.       | 11.8.2024          | Juv. Unida (SL)         | 3 - 0                   | Ferro (GP)              | 18.8.2024               | San Martín (M)          | 0 - 1                   | Cipolletti              | 25.8.2024               |
| Riposa: Ferro (GP) | Riposa: Ferro (GP) | Riposa: Ferro (GP) | Riposa: Ferro (GP) | Riposa: Sp. Estudiantes | Riposa: Sp. Estudiantes | Riposa: Sp. Estudiantes | Riposa: Sp. Estudiantes | Riposa: Juv. Unida (SL) | Riposa: Juv. Unida (SL) | Riposa: Juv. Unida (SL) | Riposa: Juv. Unida (SL) |

| Circulo Dep.        | 2 - 0               | San Martín (M)      | 1.9.2024            | Ferro (GP)          | 3 - 0               | Circulo Dep.        | 7.9.2024            | Dep. Rincón          | 2 - 0                | San Martín (M)       | 15.9.2024            |
| Sol de Mayo         | 1 - 1               | Juv. Unida (SL)     | 1.9.2024            | Huracán (LH)        | 1 - 0               | Dep. Rincón         | 8.9.2024            | Sp. Estudiantes      | 1 - 2                | Ferro (GP)           | 15.9.2024            |
| Sp. Estudiantes     | 2 - 0               | Huracán (LH)        | 1.9.2024            | Juv. Unida (SL)     | 0 - 0               | Cipolletti          | 8.9.2024            | Circulo Dep.         | 1 - 1                | Juv. Unida (SL)      | 15.9.2024            |
| Cipolletti          | 0 - 0               | Ferro (GP)          | 1.9.2024            | San Martín (M)      | 1 - 1               | Sp. Estudiantes     | 8.9.2024            | Cipolletti           | 0 - 0                | Sol de Mayo          | 15.9.2024            |
| Riposa: Dep. Rincón | Riposa: Dep. Rincón | Riposa: Dep. Rincón | Riposa: Dep. Rincón | Riposa: Sol de Mayo | Riposa: Sol de Mayo | Riposa: Sol de Mayo | Riposa: Sol de Mayo | Riposa: Huracán (LH) | Riposa: Huracán (LH) | Riposa: Huracán (LH) | Riposa: Huracán (LH) |

#### Zona B

##### Classifica
| Pos. | Squadra            | Pt | G | V | N | P | GF | GS | DR |
| ---- | ------------------ | -- | - | - | - | - | -- | -- | -- |
| 1.   | Douglas Haig       | 19 | 9 | 5 | 4 | 0 | 14 | 7  | +7 |
| 2.   | Boca Unidos        | 18 | 9 | 5 | 3 | 1 | 12 | 9  | +3 |
| 3.   | Independiente (CH) | 16 | 9 | 4 | 4 | 1 | 17 | 10 | +7 |
| 4.   | Sarmiento (R)      | 13 | 9 | 3 | 4 | 2 | 6  | 6  | 0  |
| 5.   | Gimnasia (CdU)     | 12 | 9 | 4 | 0 | 5 | 9  | 8  | +1 |
| 6.   | El Linqueño        | 10 | 9 | 2 | 4 | 3 | 5  | 8  | -3 |
| 7.   | Crucero (M)        | 9  | 9 | 2 | 3 | 4 | 4  | 11 | -7 |
| 8.   | Juv. Antoniana     | 8  | 9 | 2 | 2 | 5 | 6  | 10 | -4 |
| 9.   | Unión (S)          | 7  | 9 | 1 | 4 | 4 | 11 | 11 | 0  |
| 10.  | Defensores (P)     | 7  | 9 | 1 | 4 | 4 | 6  | 10 | -4 |

Legenda
      Squadre qualificate per la Segunda etapa della Reválida.
Note
Fonte: Solo Ascenso
3 punti per la vittoria, 1 punto per il pareggio.
A parità di punti, valgono i seguenti criteri: 1) Spareggio (solo per determinare la vincente del campionato; 2) differenza reti; 3) gol fatti; 4) punti negli scontri diretti; 5) differenza reti negli scontri diretti; 6) gol fatti negli scontri diretti.

##### Risultati
| El Linqueño          | 0 - 0 | Sarmiento (R)  | 20.7.2024 | Crucero (M)    | 0 - 0 | Independiente (CH)   | 27.8.2024 | Douglas Haig         | 2 - 1 | Sarmiento (R)  | 4.8.2024 |
| Def. Pronunciamiento | 0 - 2 | Douglas Haig   | 21.7.2024 | Unión (S)      | 1 - 1 | Def. Pronunciamiento | 28.7.2024 | Independiente (CH)   | 4 - 2 | Unión (S)      | 4.8.2024 |
| Independiente (CH)   | 1 - 0 | Juv. Antoniana | 21.7.2024 | Sarmiento (R)  | 0 - 0 | Boca Unidos          | 28.7.2024 | Def. Pronunciamiento | 0 - 1 | Gimnasia (CdU) | 4.8.2024 |
| Boca Unidos          | 2 - 1 | Gimnasia (CdU) | 21.7.2024 | Juv. Antoniana | 2 - 1 | El Linqueño          | 28.7.2024 | Boca Unidos          | 2 - 0 | Juv. Antoniana | 4.8.2024 |
| Unión (S)            | 5 - 0 | Crucero (M)    | 21.7.2024 | Gimnasia (CdU) | 0 - 1 | Douglas Haig         | 28.7.2024 | El Linqueño          | 1 - 0 | Crucero (M)    | 4.8.2024 |

| Independiente (CH) | 1 - 1 | Def. Pronunciamiento | 11.8.2024 | Boca Unidos          | 1 - 1 | Unión (S)          | 17.8.2024 | Independiente (CH) | 4 - 0 | Boca Unidos          | 24.8.2024 |
| Crucero (M)        | 1 - 2 | Boca Unidos          | 11.8.2024 | Def. Pronunciamiento | 0 - 1 | Sarmiento (R)      | 18.8.2024 | Unión (S)          | 1 - 1 | Douglas Haig         | 24.8.2024 |
| Unión (S)          | 0 - 1 | El Linqueño          | 11.8.2024 | Gimnasia (CdU)       | 2 - 0 | Juv. Antoniana     | 18.8.2024 | Crucero (M)        | 1 - 0 | Gimnasia (CdU)       | 25.8.2024 |
| Juv. Antoniana     | 1 - 1 | Douglas Haig         | 11.8.2024 | Douglas Haig         | 2 - 0 | Crucero (M)        | 18.8.2024 | El Linqueño        | 1 - 1 | Def. Pronunciamiento | 25.8.2024 |
| Sarmiento (R)      | 1 - 0 | Gimnasia (CdU)       | 11.8.2024 | El Linqueño          | 0 - 0 | Independiente (CH) | 18.8.2024 | Juv. Antoniana     | 2 - 0 | Sarmiento (R)        | 25.8.2024 |

| Douglas Haig         | 4 - 3 | Independiente (CH) | 1.9.2024 | El Linqueño        | 1 - 1 | Douglas Haig         | 8.9.2024 | Douglas Haig         | 1 - 1 | Boca Unidos        | 15.9.2024 |
| Def. Pronunciamiento | 2 - 1 | Juv. Antoniana     | 1.9.2024 | Crucero (M)        | 1 - 0 | Juv. Antoniana       | 8.9.2024 | Sarmiento (R)        | 1 - 1 | Independiente (CH) | 15.9.2024 |
| Sarmiento (R)        | 1 - 1 | Crucero (M)        | 1.9.2024 | Independiente (CH) | 3 - 2 | Gimnasia (CdU)       | 8.9.2024 | Def. Pronunciamiento | 0 - 0 | Crucero (M)        | 16.9.2024 |
| Gimnasia (CdU)       | 1 - 0 | Unión (S)          | 1.9.2024 | Unión (S)          | 1 - 2 | Sarmiento (R)        | 8.9.2024 | Juv. Antoniana       | 0 - 0 | Unión (S)          | 16.9.2024 |
| Boca Unidos          | 2 - 0 | El Linqueño        | 1.9.2024 | Boca Unidos        | 2 - 1 | Def. Pronunciamiento | 8.9.2024 | Gimnasia (CdU)       | 2 - 0 | El Linqueño        | 16.9.2024 |

### Segunda etapa
Le 12 squadre qualificate dalla Primera etapa insieme alle 14 squadre provenienti dalla Segunda fase del percorso principale sono state accoppiate per determinare le sfide ad eliminazione diretta con gare di andata e ritorno. Le 13 squadre vincitrici di ogni rispettivo incontro si qualificheranno per la Terza tappa. Gli accoppiamenti sono stati determinati sulla base di una classifica avulsa che ha tenuto conto dei risultati precedentemente ottenuti nella stagione di ogni squadra partecipante alla Segunda etapa, procedendo ad accoppiare la 1ª contro la 26ª, la 2ª contro la 25ª, la 3ª contro la 24ª e così via. Le squadre provenienti dalla Segunda fase hanno comunque ottenuto le prime posizioni nella classifica avulsa.

#### Classifica avulsa
| S  | Squadra            | Pos | MP    | PT | PG | V | N | P | GF | GS | DR |
| -- | ------------------ | --- | ----- | -- | -- | - | - | - | -- | -- | -- |
| 1  | San Martín (F)     | 3°  | —     | 15 | 8  | 4 | 3 | 1 | 9  | 6  | +3 |
| 2  | Villa Mitre        | 3°  | —     | 14 | 8  | 4 | 2 | 2 | 9  | 9  | 0  |
| 3  | Sp. Belgrano (SF)  | 4°  | —     | 14 | 8  | 4 | 2 | 2 | 7  | 5  | 2  |
| 4  | Argentino (MM)     | 4°  | —     | 13 | 8  | 4 | 1 | 3 | 13 | 10 | 3  |
| 5  | Kimberley (MdP)    | 5°  | —     | 12 | 8  | 3 | 2 | 2 | 12 | 10 | 2  |
| 6  | Sp. Las Parejas    | 5°  | —     | 9  | 8  | 3 | 0 | 5 | 8  | 12 | -4 |
| 7  | Sol de América (F) | 6°  | —     | 8  | 8  | 2 | 2 | 4 | 6  | 7  | -1 |
| 8  | Gutiérrez (M)      | 6°  | —     | 8  | 8  | 1 | 5 | 2 | 8  | 12 | -4 |
| 9  | Atenas (RC)        | 7°  | —     | 8  | 8  | 2 | 2 | 4 | 5  | 8  | -3 |
| 10 | Camioneros         | 7°  | —     | 8  | 8  | 2 | 2 | 4 | 8  | 12 | -4 |
| 11 | Germinal (R)       | 8°  | —     | 7  | 8  | 2 | 1 | 5 | 7  | 9  | -2 |
| 12 | Defensores (VR)    | 8°  | —     | 5  | 8  | 0 | 5 | 3 | 3  | 6  | -3 |
| 13 | Olimpo             | 9°  | —     | 5  | 8  | 1 | 2 | 5 | 4  | 8  | -4 |
| 14 | 9 de Julio (R)     | 9°  | —     | 5  | 8  | 1 | 2 | 5 | 3  | 7  | -4 |
| 15 | Dep. Rincón        | 1°  | 2.375 | 19 | 8  | 6 | 1 | 1 | 10 | 1  | 9  |
| 16 | Douglas Haig       | 1°  | 2.111 | 19 | 9  | 5 | 4 | 0 | 14 | 7  | 7  |
| 17 | Boca Unidos        | 2°  | 2.000 | 18 | 9  | 5 | 3 | 1 | 12 | 9  | 3  |
| 18 | Juv. Unida (SL)    | 2°  | 1.500 | 12 | 8  | 3 | 3 | 2 | 10 | 6  | 4  |
| 19 | Independiente (C)  | 3°  | 1.778 | 16 | 9  | 4 | 4 | 1 | 17 | 10 | 7  |
| 20 | Cipolletti         | 3°  | 1.500 | 12 | 8  | 2 | 6 | 0 | 4  | 2  | 2  |
| 21 | Estudiantes (SL)   | 4°  | 1.500 | 12 | 8  | 3 | 3 | 2 | 10 | 10 | 0  |
| 22 | Sarmiento (R)      | 4°  | 1.444 | 13 | 9  | 3 | 3 | 2 | 6  | 6  | 0  |
| 23 | Huracán (LH)       | 5°  | 1.375 | 11 | 8  | 3 | 2 | 3 | 5  | 8  | -3 |
| 24 | Gimnasia (CdU)     | 5°  | 1.333 | 12 | 9  | 4 | 0 | 5 | 9  | 8  | +1 |
| 25 | El Linqueño        | 6°  | 1.111 | 10 | 99 | 2 | 4 | 3 | 5  | 8  | -3 |
| 26 | San Martín (M)     | 6°  | 0.750 | 6  | 8  | 1 | 3 | 4 | 8  | 11 | -3 |

Legenda
      Squadre qualificate per la Segunda fase.
      Squadre qualificate per la Primera etapa.

#### Partite
| N  | Squadra                | R   | Squadra           |
| -- | ---------------------- | --- | ----------------- |
| 1  | San Martín (F)         | 2–0 | San Martín (M)    |
| 2  | Villa Mitre            | 2–0 | El Linqueño       |
| 3  | Sp. Belgrano (SF)      | 3–2 | Gimnasia (CdU)    |
| 4  | Argentino (MM)         | 2–1 | Huracán (LH)      |
| 5  | Kimberley (MdP) (c.a.) | 2–2 | Sarmiento (R)     |
| 6  | Sp. Las Parejas        | 2–3 | Estudiantes (SL)  |
| 7  | Sol de América (F)     | 3–1 | Cipolletti        |
| 8  | Gutiérrez (M)          | 1–2 | Independiente (C) |
| 9  | Atenas (RC)            | 0–3 | Juv. Unida (SL)   |
| 10 | Camioneros             | 6–5 | Boca Unidos       |
| 11 | Germinal (R) (c.a.)    | 2–2 | Douglas Haig      |
| 12 | Defensores (VR)        | 3–2 | Dep. Rincón       |
| 13 | Olimpo (c.a.)          | 3–3 | 9 de Julio (R)    |

Legenda
      Squadre qualificate per la Tercera etapa.

#### Risultati
| San Martín 29 settembre 2024, ore 17:15 UTC-3 Segunda etapa (andata) | San Martín (M) | 0 – 0 referto | San Martín (F) | Estadio Libertador General San Martín\| Arbitro: \| Núñez \| |
| Arbitro:                                                             | Núñez          |               |                |                                                              |

| Arbitro: | Sandoval |

|                        |           |  |
| Sosa 8’ Siergiejuk 46’ | Marcatori |  |

Con il risultato aggregato di 2-0 in suo favore, il San Martín de Formosa ha eliminato il San Martín de Mendoza, qualificandosi in tal modo alla tercera etapa della Reválida.
| Arbitro: | Ceballos |

|  |           |            |
|  | Marcatori | 24’ Cerica |

| Arbitro: | Rubiano |

|            |           |  |
| Vivani 25’ | Marcatori |  |

Con il risultato aggregato di 2-0 in suo favore, il Villa Mitre ha eliminato l'El Linqueño, qualificandosi in tal modo alla tercera etapa della Reválida.
| Arbitro: | González |

|                           |           |            |
| Laureiro 5’ Rothermel 46’ | Marcatori | 73’ Flores |

| Arbitro: | Novelli |

|                               |           |  |
| Arriola 15’ Flores 80’ (rig.) | Marcatori |  |

Con il risultato aggregato di 3-2 in suo favore, lo Sportivo Belgrano ha eliminato il Gimnasia de Concepción del Uruguay, qualificandosi in tal modo alla tercera etapa della Reválida.
| Mar del Plata 29 settembre 2024, ore 16:00 UTC-3 Segunda etapa (andata) | Huracán (LH) | 0 – 0 referto | Argentino (MM) | Estadio General San Martín\| Arbitro: \| Bejas \| |
| Arbitro:                                                                | Bejas        |               |                |                                                   |

| Arbitro: | Liuzzi |

|                           |           |           |
| Castellano 6’ Lentini 29’ | Marcatori | 39’ Silva |

Con il risultato aggregato di 2-1 in suo favore, l'Argentino de Monte Maíz ha eliminato l'Huracán de Las Heras, qualificandosi in tal modo alla tercera etapa della Reválida.
| Arbitro: | Benítes |

|                    |           |  |
| Pablo Martínez 27’ | Marcatori |  |

| Arbitro: | Núñez |

|                        |           |                |
| Vazquez 9’ Gómez 90+3’ | Marcatori | 73’ Montenegro |

Con il risultato aggregato fissato sul 2-2 alla fine dei tempi regolamentari, il Kimberley ha eliminato il Sarmiento de Resistencia in virtù della sua migliore posizione nella classifica avulsa, qualificandosi in tal modo alla tercera etapa della Reválida.
| Arbitro: | Acosta |

|             |           |           |
| Alaggia 30’ | Marcatori | 30’ Bonet |

| Arbitro: | Ceballos |

|             |           |                          |
| Leineker 9’ | Marcatori | 38’ Impini 90+6’ Cordoba |

Con il risultato aggregato di 3-2 in suo favore, lo Sportivo Estudiantes ha eliminato lo Sportivo Las Parejas, qualificandosi in tal modo alla tercera etapa della Reválida.
| Cipolletti 29 settembre 2024, ore 15:30 UTC-3 Segunda etapa (andata) | Cipolletti | 0 – 0 referto | Sol de América (F) | Estadio La Visera de Cemento\| Arbitro: \| Marcos \| |
| Arbitro:                                                             | Marcos     |               |                    |                                                      |

| Arbitro: | Agli |

|                                           |           |          |
| Campero 45’ Langa 46’ (aut.) Riquelme 76’ | Marcatori | 66’ Jara |

Con il risultato aggregato di 3-1 in suo favore, il Sol de América ha eliminato il Cipolletti, qualificandosi in tal modo alla tercera etapa della Reválida.
| Arbitro: | Díaz |

|                         |           |          |
| Olivera 36’ Olivera 44’ | Marcatori | 57’ Arce |

| General Gutiérrez 5 ottobre 2024, ore 17:00 UTC-3 Segunda etapa (ritorno) | Gutiérrez (M) | 0 – 0 (tot.: 1-2) referto | Independiente (CH) | Estadio General Gutiérrez\| Arbitro: \| Rekers \| |
| Arbitro:                                                                  | Rekers        |                           |                    |                                                   |

Con il risultato aggregato di 2-1 in suo favore, l'Independiente de Chivilcoy ha eliminato il Gutiérrez, qualificandosi in tal modo alla tercera etapa della Reválida.
| Arbitro: | Manduca |

|                                       |           |  |
| Uirá 18’ (aut.) Godoy 30’ Salinas 57’ | Marcatori |  |

| Río Cuarto 4 ottobre 2024, ore 20:30 UTC-3 Segunda etapa (ritorno) | Atenas (RC) | 0 – 0 (tot.: 0-3) referto | Juv. Unida (SL) | Estadio 9 de Julio\| Arbitro: \| Silvestre \| |
| Arbitro:                                                           | Silvestre   |                           |                 |                                               |

Con il risultato aggregato di 3-0 in suo favore, lo Juventud Unida Universitario ha eliminato l'Atenas de Río Cuarto, qualificandosi in tal modo alla tercera etapa della Reválida.
| Arbitro: | Correa |

|                                                   |           |                       |
| Livera 30’ Rostagno 49’ Rostagno 56’ Rostagno 75’ | Marcatori | 67’ López 88’ Lorenzi |

| Arbitro: | Marcos |

|                                                    |           |                     |
| Canteros 8’ Haberkorn 12’ Canteros 36’ Paredes 42’ | Marcatori | 78’ (rig.) Albornoz |

Con il risultato aggregato di 6-5 in suo favore, il Deportivo Camioneros ha eliminato il Boca Unidos, qualificandosi in tal modo alla tercera etapa della Reválida.
| Arbitro: | Nebbietti |

|              |           |           |
| González 82’ | Marcatori | 55’ Tuset |

| Arbitro: | Julio |

|            |           |            |
| Bogado 32’ | Marcatori | 63’ Satler |

Con il risultato aggregato fissato sul 2-2 alla fine dei tempi regolamentari, il Germinal ha eliminato il Douglas Haig in virtù della sua migliore posizione nella classifica avulsa, qualificandosi in tal modo alla tercera etapa della Reválida.
| Arbitro: | Liuzzi |

|  |           |                           |
|  | Marcatori | 71’ Machado 90+3’ Bassani |

| Arbitro: | Sanz |

|             |           |                     |
| Seratto 13’ | Marcatori | 23’ Gómez 69’ Muñoz |

Con il risultato aggregato di 3-2 in suo favore, il Defensores de Belgrano de Villa Ramallo ha eliminato il Deportivo Rincón, qualificandosi in tal modo alla tercera etapa della Reválida.
| Arbitro: | Sandoval |

|                                      |           |            |
| Alfano 41’ Bianciotto 59’ Déboli 66’ | Marcatori | 79’ Coacci |

| Arbitro: | Correa |

|                               |           |  |
| Acosta 15’ (rig.) Osinaga 86’ | Marcatori |  |

Con il risultato aggregato fissato sul 3-3 alla fine dei tempi regolamentari, l'Olimpo ha eliminato il 9 de Julio in virtù della sua migliore posizione nella classifica avulsa, qualificandosi in tal modo alla tercera etapa della Reválida.

### Tercera etapa
Le 13 squadre qualificate dalla Segunda etapa, insieme alle 2 squadre eliminate dalla Tercera fase e alla squadra sconfitta dalla Cuarta fase, sono state accoppiate per determinare le sfide ad eliminazione diretta con gare di andata e ritorno. Le 8 squadre vincitrici di ogni rispettivo incontro si qualificheranno per la Cuarta etapa. Gli accoppiamenti sono stati determinati sulla base di una classifica avulsa che ha tenuto conto dei risultati precedentemente ottenuti nella stagione di ogni squadra partecipante alla Tercera etapa, procedendo ad accoppiare la 1ª contro la 16ª, la 2ª contro la 15ª, la 3ª contro la 14ª e così via. Le squadre provenienti dalla Tercera fase e la squadra uscita sconfitta dalla Cuarta fase hanno comunque ottenuto le prime posizioni nella classifica avulsa.

#### Classifica avulsa
| S  | Squadra            | Pos  | PT |
| -- | ------------------ | ---- | -- |
| 1  | Sarmiento (LB)     | 4ª F | —  |
| 2  | Ciudad de Bolívar  | 3ª F | 17 |
| 3  | Santamarina        | 3ª F | 14 |
| 4  | San Martín (F)     | 3°   | 15 |
| 5  | Villa Mitre        | 3°   | 14 |
| 6  | Sp. Belgrano (SF)  | 4°   | 14 |
| 7  | Argentino (MM)     | 4°   | 13 |
| 8  | Kimberley (MdP)    | 5°   | —  |
| 9  | Sol de América (F) | 6°   | —  |
| 10 | Camioneros         | 7°   | —  |
| 11 | Germinal (R)       | 8°   | 7  |
| 12 | Defensores (VR)    | 8°   | 5  |
| 13 | Olimpo             | 9°   | —  |
| 14 | Juv. Unida (SL)    | 2°   | —  |
| 15 | Independiente (C)  | 3°   | —  |
| 16 | Estudiantes (SL)   | 4°   | —  |

Legenda
      Squadre provenienti dalla Tercera fase o dalla Cuarta fase.
      Squadre qualificate dalla Segunda etapa.

#### Partite
| N | Squadra            | R   | Squadra            |
| - | ------------------ | --- | ------------------ |
| 1 | Sarmiento (LB)     | 4–1 | Estudiantes (SL)   |
| 2 | Ciudad de Bolívar  | 1–1 | Independiente (C)  |
| 3 | Santamarina        | 3–0 | Juv. Unida (SL)    |
| 4 | San Martín (F)     | 1–3 | Olimpo             |
| 5 | Villa Mitre (c.a.) | 3–3 | Defensores (VR)    |
| 6 | Sp. Belgrano (SF)  | 1–2 | Germinal (R)       |
| 7 | Argentino (MM)     | 4–2 | Camioneros         |
| 8 | Kimberley (MdP)    | 1–2 | Sol de América (F) |

Legenda
      Squadre qualificate per la Cuarta etapa.

#### Risultati
| Arbitro: | Martínez |

|          |           |                                 |
| Díaz 71’ | Marcatori | 7’ González 55’ Pinto 63’ López |

| Arbitro: | Medina |

|                    |           |  |
| Herrera 76’ (rig.) | Marcatori |  |

Con il risultato aggregato di 4-1 in suo favore, il Sarmiento de La Banda ha eliminato lo Sportivo Estudiantes, qualificandosi in tal modo alla cuarta etapa della Reválida.
| Arbitro: | Marcos |

|            |           |  |
| Olivera 3’ | Marcatori |  |

| Arbitro: | Nebbietti |

|             |           |  |
| Pucheta 89’ | Marcatori |  |

Con il risultato aggregato fissato sul 1-1 alla fine dei tempi regolamentari, il Ciudad de Bolívar ha eliminato l'Independiente de Chivilcoy in virtù della sua migliore posizione nella classifica avulsa, qualificandosi in tal modo alla cuarta etapa della Reválida.
| San Luis 13 ottobre 2024, ore 16:00 UTC-3 Tercera etapa (andata) | Juv. Unida (SL) | 0 – 0 referto | Santamarina | Estadio Mario Sebastián Diez\| Arbitro: \| Rekers \| |
| Arbitro:                                                         | Rekers          |               |             |                                                      |

| Arbitro: | Ceballos |

|                                             |           |  |
| Jara 56’ Michel 71’ (rig.) Marín 84’ (rig.) | Marcatori |  |

Con il risultato aggregato di 3-0 in suo favore, il Santamarina ha eliminato lo Juventud Deportiva Universitario, qualificandosi in tal modo alla cuarta etapa della Reválida.
| Arbitro: | Gil |

|           |           |  |
| Di Buo 6’ | Marcatori |  |

| Arbitro: | Sandoval |

|                |           |                       |
| Siergiejuk 36’ | Marcatori | 73’ Acosta 86’ Espejo |

Con il risultato aggregato di 3-1 in suo favore, l'Olimpo ha eliminato il San Martín de Formosa, qualificandosi in tal modo alla cuarta etapa della Reválida.
| Arbitro: | Billione Carpio |

|                                   |           |            |
| Aranda 6’ Seratto 55’ Machado 68’ | Marcatori | 23’ Cérica |

| Arbitro: | Cavallero |

|                          |           |  |
| González 11’ Fabello 38’ | Marcatori |  |

Con il risultato aggregato fissato sul 3-3 alla fine dei tempi regolamentari, il Villa Mitre ha eliminato il Defensor de Belgrano de Villa Ramallo in virtù della sua migliore posizione nella classifica avulsa, qualificandosi in tal modo alla cuarta etapa della Reválida.
| Arbitro: | Nebbietti |

|                        |           |  |
| Motroni 49’ Satler 73’ | Marcatori |  |

| Arbitro: | Núñez |

|             |           |  |
| Arriola 65’ | Marcatori |  |

Con il risultato aggregato di 2-1 in suo favore, il Germinal ha eliminato lo Sportivo Belgrano, qualificandosi in tal modo alla cuarta etapa della Reválida.
| Arbitro: | Novelli |

|              |           |               |
| De Jesús 89’ | Marcatori | 83’ Guerreiro |

| Arbitro: | González |

|                                     |           |           |
| Lentini 63’ Guerreiro 64’ Ojeda 86’ | Marcatori | 75’ Muñoz |

Con il risultato aggregato di 4-2 in suo favore, l'Argentino de Monte Maíz ha eliminato il Deportivo Camioneros, qualificandosi in tal modo alla cuarta etapa della Reválida.
| Arbitro: | Bejas |

|             |           |  |
| Giménez 14’ | Marcatori |  |

| Arbitro: | Liuzzi |

|             |           |              |
| Iriarte 22’ | Marcatori | 59’ Abecasis |

Con il risultato aggregato di 2-1 in suo favore, il Sol de América de Formosa ha eliminato il Kimberley, qualificandosi in tal modo alla cuarta etapa della Reválida.

### Cuarta etapa
Le 8 squadre qualificate dalla Tercera etapa sono state accoppiate per determinare le sfide ad eliminazione diretta con gare di andata e ritorno. Le 4 squadre vincitrici di ogni rispettivo incontro si sono qualificate per la Cuinta etapa. Gli accoppiamenti sono stati determinati sulla base di una classifica avulsa che ha tenuto conto dei risultati precedentemente ottenuti nella stagione di ogni squadra partecipante alla Cuarta etapa, procedendo ad accoppiare la 1ª contro l'8ª, la 2ª contro la 7ª, la 3ª contro la 6ª e così via. Le squadre provenienti dalla Tercera fase e la squadra uscita sconfitta dalla Cuarta fase hanno comunque ottenuto le prime posizioni nella classifica avulsa.

#### Classifica avulsa
| S | Squadra            | Pos  | PT |
| - | ------------------ | ---- | -- |
| 1 | Sarmiento (LB)     | 4ª F | —  |
| 2 | Ciudad de Bolívar  | 3ª F | 17 |
| 3 | Santamarina        | 3ª F | 14 |
| 4 | Villa Mitre        | 3°   | —  |
| 5 | Argentino (MM)     | 4°   | —  |
| 6 | Sol de América (F) | 7°   | —  |
| 7 | Germinal (R)       | 8°   | —  |
| 8 | Olimpo             | 9°   | —  |

Legenda
      Squadre provenienti dalla Tercera fase o dalla Cuarta fase.
      Squadre qualificate dalla Segunda etapa.

#### Partite
| N | Squadra               | R   | Squadra            |
| - | --------------------- | --- | ------------------ |
| 1 | Sarmiento (LB) (c.a.) | 2–2 | Olimpo             |
| 2 | Ciudad de Bolívar     | 0–1 | Germinal (R)       |
| 3 | Santamarina           | 3–2 | Sol de América (F) |
| 4 | Villa Mitre (c.a.)    | 3–3 | Argentino (MM)     |

Legenda
      Squadre qualificate per la Cuarta etapa.

#### Risultati
| Arbitro: | Rekers |

|            |           |              |
| Ramirez 2’ | Marcatori | 20’ González |

| Arbitro: | Gil |

|                    |           |            |
| Herrera 21’ (rig.) | Marcatori | 23’ Espejo |

Con il risultato aggregato fissato sul 2-2 alla fine dei tempi regolamentari, il Sarmiento de La Banda ha eliminato l'Olimpo in virtù della sua migliore posizione nella classifica avulsa, qualificandosi in tal modo alla cuinta etapa della Reválida.
| Rawson 27 ottobre 2024, ore 15:30 UTC-3 Cuarta etapa (andata) | Germinal | 0 – 0 referto | Ciudad de Bolívar | Estadio El Fortín\| Arbitro: \| Gil \| |
| Arbitro:                                                      | Gil      |               |                   |                                        |

| Arbitro: | Díaz |

|  |           |           |
|  | Marcatori | 61’ Ferro |

Con il risultato aggregato di 1-0 in suo favore, il Germinal ha eliminato il Ciudad de Bolívar, qualificandosi in tal modo alla cuinta fase della Reválida.
| Arbitro: | Benítes |

|                     |           |  |
| Abecasis 86’ (rig.) | Marcatori |  |

| Arbitro: | Carranza |

|                                                    |           |              |
| De La Vega 7’ (rig.) De La Vega 32’ De La Vega 47’ | Marcatori | 37’ Villalba |

Con il risultato aggregato di 3-2 in suo favore, il Santamarina ha eliminato il Sol de América de Formosa, qualificandosi in tal modo alla cuinta fase della Reválida.
| Arbitro: | Viñas |

|                              |           |          |
| Sarmiento 40’ Castellano 80’ | Marcatori | 19’ Jara |

| Arbitro: | Novelli |

|                                   |           |               |
| Manchafico 20’ (rig.) Obredor 57’ | Marcatori | 45+2’ Fassino |

Con il risultato aggregato fissato sul 3-3 alla fine dei tempi regolamentari, il Villa Mitre ha eliminato l'Argentino de Monte Maíz in virtù della sua migliore posizione nella classifica avulsa, qualificandosi in tal modo alla cuinta etapa della Reválida.

### Cuinta etapa
Le 4 squadre qualificate dalla Cuarta etapa sono state accoppiate per determinare le sfide ad eliminazione diretta con gare di andata e ritorno. Le 2 squadre vincitrici di ogni rispettivo incontro si sono qualificate per la Sexta etapa. Gli accoppiamenti sono stati determinati sulla base di una classifica avulsa che ha tenuto conto dei risultati precedentemente ottenuti nella stagione di ogni squadra partecipante alla Cuinta etapa, procedendo ad accoppiare la 1ª contro l'4ª e la 2ª contro la 3ª.

#### Classifica avulsa
| S | Squadra        | Pos  | PT |
| - | -------------- | ---- | -- |
| 1 | Sarmiento (LB) | 4ª F | —  |
| 2 | Santamarina    | 3ª F | —  |
| 3 | Villa Mitre    | 3°   | —  |
| 4 | Germinal (R)   | 8°   | —  |

Legenda
      Squadre provenienti dalla Segunda fase.

#### Partite
| N | Squadra        | R   | Squadra      |
| - | -------------- | --- | ------------ |
| 1 | Sarmiento (LB) | 3–1 | Germinal (R) |
| 2 | Santamarina    | 1–2 | Villa Mitre  |

Legenda
      Squadre qualificate per la Sexta etapa.

#### Risultati
| Arbitro: | Liuzzi |

|  |           |              |
|  | Marcatori | 5’ Fernández |

| Arbitro: | Benítes |

|                             |           |         |
| Vega 33’ Navarro 58’ (aut.) | Marcatori | 4’ Ríos |

Con il punteggio aggregato di 3-1 in suo favore, il Sarmiento de La Banda ha eliminato il Germinal e si è qualificato per la Sexta etapa.
| Arbitro: | Billione Carpio |

|            |           |  |
| Cérica 80’ | Marcatori |  |

| Arbitro: | Cavallero |

|                      |           |             |
| De La Vega 5’ (rig.) | Marcatori | 87’ Obredor |

Con il punteggio aggregato di 2-1 in suo favore, il Villa Mitre ha eliminato il Santamarina e si è qualificato per la Sexta etapa.

### Sexta etapa
Le 2 squadre qualificate dalla Cuinta etapa si affronteranno in due gare di andata e ritorno per determinare la vincitrice della Reválida. In casa giocherà la squadra che ha la miglior posizione nella classifica avulsa, che tiene conto dei risultati precedentemente ottenuti nella stagione. La squadra vincitrice della Reválida otterrà il diritto di disputare uno spareggio promozione contro la squadra vincitrice del Torneo reducido della Primera B, con in palio la promozione in Primera B Nacional.

#### Classifica avulsa
| S | Squadra        | Pos  |
| - | -------------- | ---- |
| 1 | Sarmiento (LB) | 4ª F |
| 2 | Villa Mitre    | 3°   |

Legenda
      Squadre provenienti dalla Segunda fase.

#### Partite
| N | Squadra        | R   | Squadra     |
| - | -------------- | --- | ----------- |
| 1 | Sarmiento (LB) | 3–1 | Villa Mitre |

Legenda
      Squadra vincitrice della Reválida.

#### Risultati
| Arbitro: | Díaz |

|          |           |  |
| López 6’ | Marcatori |  |

| Arbitro: | Núñez |

|                                           |           |                    |
| López 30’ Herrera 56’ (rig.) Chamorro 56’ | Marcatori | 60’ (rig.) Jeldres |

Con il risultato aggregato di 3-2 in suo favore, il Sarmiento de La Banda ha battuto in finale il Villa Mitre vincendo in tal modo la Reválida e guadagnando il diritto di disputare lo spareggio per la promozione in Primera B Nacional contro la squadra vincitrice del Torneo reducido della Primera B.

## Spareggio per la terza promozione inPrimera Nacional
Per definire la terza squadra ad essere promossa in Primera Nacional, insieme a Central Norte de Salta (vincitore del Torneo Federal A 2024) e Colegiales (vincitore del campionato di Primera B 2024), si è disputato uno spareggio tra la squadra vincitrice della Reválida del Torneo Federal A, il Sarmiento de La Banda, e la squadra vincitrice del Torneo reducido della Primera B, il Los Andes. Lo spareggio si è disputato in gara unica e in campo neutro, prevedendo la disputa di un tempo supplementare e dei calci di rigore in caso di pareggio al termine dei tempi regolamentari. La squadra vincitrice dello spareggio ha ottenuto la promozione in Primera Nacional.

### Risultato
| Arbitro: | Penel |

|  |           |              |
|  | Marcatori | 28’ González |

Con la vittoria per 1-0 sul Sarmiento de la Banda, il Los Andes ha vinto lo spareggio ottenendo la promozione in Primera Nacional.

## Retrocessioni
Le retrocessioni nel Torneo Regional Federal Amateur sono state determinate sulla base di due classifiche che hanno tenuto conto dei punti di ogni squadra compresa tra quelle partecipanti alla Primera etapa della Reválida. Le due classifiche hanno considerato il punteggio di ogni squadra totalizzato sia nella Primera fase che nella Primera etapa.
A retrocedere è stata l'ultima squadra classificata nella Tabla general della Zona A, ovvero il Ferro de General Pico e l'ultima squadra nella Tabla general della Zona B, cioè il Defensores de Pronunciamento. Per determinare la seconda squadra che retrocederà si disputerà uno spareggio tra Gimnasia de Concepción del Uruguay e Unión de Sunchales, che hanno ottenuto un uguale punteggio nella Tabla general della Zona B.
La differenza tra l'unica retrocessione nella Zona A e le due nella Zona B è dovuta alla già avvenuta retrocessione del Sansinena, ritiratosi dal campionato il 6 giugno 2024 e dichiarato retrocesso dal Tribunal de Disciplina, squadra che sarebbe stata aggregata nella Zona A.

### Tabla general

#### Zona A
| Pos. | Squadra          | PF | RE | G  | T  |
| ---- | ---------------- | -- | -- | -- | -- |
| 1.   | Dep. Rincón      | 20 | 19 | 26 | 39 |
| 2.   | Juv. Unida (SL)  | 23 | 12 | 26 | 35 |
| 3.   | Huracán (LH)     | 22 | 11 | 26 | 33 |
| 4.   | Cipolletti       | 17 | 12 | 26 | 29 |
| 5.   | San Martín (M)   | 22 | 6  | 26 | 28 |
| 6.   | Sol de Mayo (V)  | 21 | 6  | 26 | 27 |
| 7.   | Estudiantes (SL) | 14 | 12 | 26 | 26 |
| 8.   | Círculo Dep. (O) | 21 | 5  | 26 | 26 |
| 9.   | Ferro (GP)       | 13 | 12 | 26 | 25 |

Legenda
      Squadra retrocessa nel Torneo Regional Federal Amateur.
Note
Fonte: Solo Ascenso
3 punti per la vittoria, 1 punto per il pareggio.
A parità di punti, valgono i seguenti criteri: 1) Spareggio (solo per determinare la vincente del campionato; 2) differenza reti; 3) gol fatti; 4) punti negli scontri diretti; 5) differenza reti negli scontri diretti; 6) gol fatti negli scontri diretti.

#### Zona B
| Pos. | Squadra            | PF | RE | G  | T  |
| ---- | ------------------ | -- | -- | -- | -- |
| 1.   | Douglas Haig       | 19 | 19 | 25 | 38 |
| 2.   | Independiente (CH) | 19 | 16 | 25 | 35 |
| 3.   | Boca Unidos        | 14 | 18 | 25 | 32 |
| 4.   | El Linqueño        | 22 | 10 | 25 | 32 |
| 5.   | Juv. Antoniana     | 19 | 8  | 25 | 27 |
| 6.   | Sarmiento (R)      | 12 | 13 | 25 | 25 |
| 7.   | Crucero (M)        | 15 | 9  | 25 | 24 |
| 8.   | Gimnasia (CdU)     | 11 | 12 | 25 | 23 |
| 9.   | Unión (S)          | 16 | 7  | 25 | 23 |
| 10.  | Defensores (P)     | 13 | 7  | 25 | 20 |

Legenda
      Squadra retrocessa nel Torneo Regional Federal Amateur.
      Squadre qualificate allo spareggio retrocessione.
Note
Fonte: Solo Ascenso
3 punti per la vittoria, 1 punto per il pareggio.
A parità di punti, valgono i seguenti criteri: 1) Spareggio (solo per determinare la vincente del campionato; 2) differenza reti; 3) gol fatti; 4) punti negli scontri diretti; 5) differenza reti negli scontri diretti; 6) gol fatti negli scontri diretti.

### Spareggio retrocessione
Finendo a pari punti nella Tabla general della Zona B, Gimnasia de Concepción del Uruguay e Unión de Sunchales hanno disputato uno spareggio retrocessione per determinare la seconda squadra retrocessa della stessa zona. La sfida si è disputata in gara unica e in campo neutro.
| Arbitro: | Bejas |

|                      |           |  |
| García 1’ García 14’ | Marcatori |  |

Con la sconfitta subita per 0-2 dal Gimnasia de Concepción del Uruguay, l'Unión de Sunchales è retrocesso nel Torneo Regional Amateur. Il Gimnasia è passato a disputare la Tercera etapa della Reválida.

## Verdetti
- Promozione in Primera B Nacional 2025:
  -  Central Norte (S) (vincitore del campionato)
- Retrocessioni nel Torneo Regional Federal Amateur 2025.
  -  Sansinena (ritiratasi dal campionato)[25]
  -  Ferro (GP) (ultima classificata nella Tabla general della Zona A).
  -  Defensores (P) (ultima classificata nella Tabla general della Zona B).
  -  Unión (S) (sconfitta nello spareggio retrocessione)
- Qualificazione alla Copa Argentina 2025:
  -  Ciudad de Bolívar (1ª classificata nella classifica della Segunda Fase della Zona A)
  -  Santamarina (2ª classificata nella classifica della Segunda Fase della Zona A)
  -  Villa Mitre (3ª classificata nella classifica della Segunda Fase della Zona A)
  -  Argentino (MM) (4ª classificata nella classifica della Segunda Fase della Zona A)
  -  Kimberley (MdP) (5ª classificata nella classifica della Segunda Fase della Zona A)
  -  Central Norte (S) (1ª classificata nella classifica della Segunda Fase della Zona B)
  -  Sarmiento (LB) (2ª classificata nella classifica della Segunda Fase della Zona B)
  -  San Martín (F) (3ª classificata nella classifica della Segunda Fase della Zona B)
  -  Sp. Belgrano (SF) (4ª classificata nella classifica della Segunda Fase della Zona B)
  -  Sp. Las Parejas (5ª classificata nella classifica della Segunda Fase della Zona B)

## Statistiche

### Classifica marcatori
| Gol |  |  | Giocatore          | Squadra           |
| --- |  |  | ------------------ | ----------------- |
| 14  |  |  | Marcelo Olivera    | Independiente (C) |
| 13  |  |  | Germán Lesman      | Central Norte     |
| 11  |  |  | Facundo De La Vega | Santamarina       |
| 11  |  |  | Ricardo Dichiara   | Germinal          |
| 10  |  |  | Ramón Lentini      | Argentino (MM)    |
| 10  |  |  | Rodrigo Acosta     | Olimpo            |
| 9   |  |  | Matías Domínguez   | Crucero del Norte |
| 8   |  |  | Fabricio González  | Douglas Haig      |
| 8   |  |  | Rodrigo Bernal     | Sarmiento (LB)    |